# Grande Armée
La Grande Armée fou el conjunt de forces multinacionals reunides sota el comandament de Napoleó al llarg de les Guerres Napoleòniques d'inicis del segle xix.

## Campanyes
Inicialment La Grande Armée és el nom que rep l'exèrcit creat el 1805 a partir de l'Exèrcit de la costa oceànica que es preparava al Camp de Montreuil-sur-mer per intentar envair el Regne Unit de la Gran Bretanya i Irlanda, i que a finals de 1805 fou enviat ràpidament a l'est quan Napoleó descobreix que la Tercera Coalició, formada per l'imperi Austríac i l'imperi Rus, s'estava preparant per envair França. La Grande Armée, formada per sis cossos sota les ordres dels Mariscals i Generals de Napoleó, va vèncer la batalla d'Ulm i la batalla d'Austerlitz.
Posteriorment, el nom fou utilitzat per l'exèrcit principal francès en les campanyes de 1806-07, 1812, i 1813-14, amb unes dimensions creixents a mesura que augmenta el domini Napoleònic d'Europa, assolint un màxim de 600.000 homes a l'inici de la invasió de Rússia el 1812. Tots els cossos eren dirigits per generals francesos, tret dels cossos polonès i austríac.
L'enorme exèrcit multinacional marxà lentament cap a l'est amb els russos retrocedint davant seu. Després de la captura de Smolensk i la victòria a la batalla de Borodino, Napoleó i gran part de la Grande Armée pren Moscou el 14 de setembre de 1812; tanmateix, les forces Napoleòniques foren dràsticament reduïdes a causa de les sagnants batalles contra els russos, les malalties (principalment el tifus) i les llargues línies de comunicació. L'exèrcit restà un mes a Moscou, però finalment fou obligat a retrocedir. Perseguit pel fred, la fam i les malalties, amb les constants ràtzies dels cosacs i les milícies russes, la retirada destrueix la Grande Armée com a força d'atac. Al voltant d'uns 400.000 homes moren i només retornen unes desenes de milers de soldats destrossats.
Napoleó comandà un nou exèrcit a la Batalla de les Nacions a Leipzig el 1813, en la defensa de França el 1814, i a la batalla de Waterloo el 1815, però l'exèrcit napoleònic no tornarà a aconseguir les dimensions de la Grande Armée de juny de 1812.

## Sistema de comandament
A finals del segle xviii, l'organització dels exèrcits normalment requeia principalment en el cap de la unitat militar amb l'ajut, més o menys informal, dels seus subordinats, els quals, normalment, no estaven ensinistrats per a fer tasques específiques com les d'intel·ligència militar, logística i intendència.
La primera utilització d'un estat major sota les ordres del general fou durant les Guerres de la Revolució Francesa, quan el General Louis Alexire Berthier (posteriorment primer mariscal de l'imperi) fou assignat com a cap de l'exèrcit d'Itàlia el 1795. Berthier estableix un ben organitzat grup de suport. Napoleó Bonaparte es fixa en el sistema implantat per Berthier i l'adopta com a seu, tot i que el limita al seu grup de comandament.
El grup de comandament de la Grande Armee fou conegut com el Quarter general de l'Imperi i fou dividit entre el comandament militar de Napoleó i el quarter general de l'exèrcit.

### Comandament militar de Napoleó
El comandament militar de Napoleó incloïa el departament d'ajudants de camp (aide-de-camp), nomenats oficials (a partir 1809), el gabinet de l'emperador amb el secretariat, un departament d'intel·ligència (emprant espies) i el departament topogràfic. També hi era assignat el gabinet civil de l'emperador, que contenia l'oficina del gran mariscal de palau i el "gran cavaller"(?).

### Quarter General de l'Exèrcit

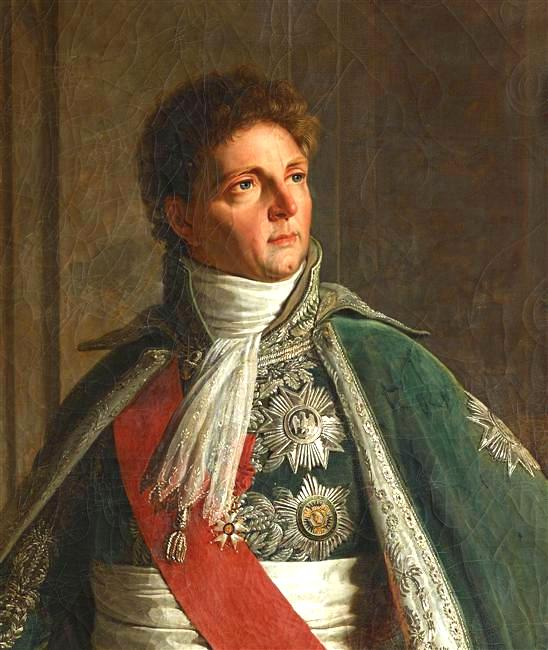
Berthier

El Grand État-Major General incloïa el gabinet del Cap de l'estat major (Berthier) amb els seus 4 departaments: Moviments, Secretariat, comptabilitat i Intel·ligència (ordres de batalla). Berthier també tenia els seus propis ajudants privats. Per acabar, hi havia l'estat major de l'exèrcit amb els assistents dels gabinets del 3 Generals majors a Berthier.
El General en cap Berthier donava les ordres amb la precisió d'un consumat guerrer, i a Marengo mantingué la reputació adquirida a Itàlia i Egipte sota les ordres de Napoleó. Ell mateix fou ferit a un braç i a dos dels seus, Dutaillis i La Borde, els mataren els cavalls.

## Graus de la Grande Armée
A diferència dels exèrcits de l'Antic Règim i altres monarquies, els ascensos en la Grande Armée eren basats en les mostres d'habilitat i destresa més que en la classe social o les riqueses. Napoleó buscà que el seu exèrcit fos una meritocràcia, on cada soldat, sense importar el seu origen, pogués ascendir als més alts nivells de comandament (procurant que aquesta ascensió no fos massa alta i ràpida). Aquesta igualtat fou aplicada tant als oficials francesos com als estrangers (més de 140 adquiriren el rang de general). Aquest fet propicià que els homes capaços, amb les oportunitats oportunes, poguessin ascendir al més alt en pocs anys, mentre que en altres exèrcits assolir aquests graus podia ocupar dècades. Es deia que cada soldat portava un bastó de mariscal a la seva motxilla.
| Grande Armée rancs                                  |
| --------------------------------------------------- |
| Mariscal[5]                                         |
| General de divisió                                  |
| General de brigada                                  |
| Coronel                                             |
| Coronel de segona (Cap de brigada 1793-1803)        |
| Cap de batalló o Cap d'esquadró[6]                  |
| Capità                                              |
| Tinent                                              |
| Sotstinent                                          |
| Ajudant-Cap                                         |
| Ajudant                                             |
| Sergent-Major o Maréchal des logis Chef[6]          |
| Sergent o Maréchal des Logis[6]                     |
| Caporal-Fourrier o Brigadier-Fourrier[6]            |
| Caporal o Brigadier.[6]                             |
| Soldat o Cavaller(Cavalleria) o Canoner(Artilleria) |

### Mariscals de la Grande Armee
- Louis Alexire Berthier, Príncep de Neufchatel i de Wagram, Duc de Valengin. (1753 - 1815), Mariscal de l'Imperi el 1804
- Joachim Murat, Príncep de l'Imperi, Gran Duc de Clèveris i Berg, Rei de Napols (1767 - 1815), Mariscal de l'Imperi el 1804
- Bon-Adrien Jeannot de Moncey, Duc de Conégliano (1754 - 1842), Mariscal de l'Imperi el 1804
- Jean-Baptiste Jourdan, Comte Jourdan (1762 - 1833), Mariscal de l'Imperi el 1804
- André Masséna, Duc de Rivoli, Príncep d'Essling (1758 - 1817), Mariscal de l'Imperi el 1804
- Charles Pierre Francois Augereau, Duke de Castiglione (1757 - 1816), Mariscal de l'Imperi el 1804
- Jean Baptiste Jules Bernadotte, Princep de Ponte Corvo, Mariscal de l'Imperi el 1804
- Guillaume Marie Anne Brune, Comte Brune (1763 - 1815), Mariscal de l'Imperi el 1804
- Jean de Dieu Soult, Duc de Dalmàcia (1769 - 1851), Mariscal de l'Imperi el 1804, Mariscal General de França el 1847
- Jean Lannes, Duc de Montebello (1769 - 1809), Mariscal de l'Imperi el 1804
- Édouard Adolphe Casimir Joseph Mortier, Duc de Treviso (1768 - 1835), Mariscal de l'Imperi el 1804
- Michel Ney, Duc d'Elchingen, Princep de Moscou (1769 - 1815), Mariscal de l'Imperi el 1804
- Louis Nicolas Davout, Duc d'Auerstaedt, Princep d'Eckmühl (1770 - 1823), Mariscal de l'Imperi el 1804
- Jean-Baptiste Bessières, Duc d'Istria (1768 - 1813), Mariscal de l'Imperi el 1804
- François Christophe de Kellermann, Duc de Valmy (1737 - 1820), Mariscal de l'Imperi el 1804 (Honorific)
- François Joseph Lefebvre, Duc de Dantzig (1755 - 1820), Mariscal de l'Imperi el 1804 (Honorific)
- Dominique Catherine de Pérignon, Marques de Grenade (1754 - 1818), Mariscal de l'Imperi el 1804 (Honorific)
- Jean-Mathieu-Philibert Sérurier, Comte Sérurier (1742 - 1819), Mariscal de l'Imperi el 1804 (Honorific)
- Claude-Victor Perrin, Duc de Belluno (1764 - 1841), Mariscal de l'Imperi el 1807
- Étienne-Jacques-Joseph-Alexire MacDonald, Duc de Tarento (1765 - 1840), Mariscal de l'Imperi el 1809
- Nicolas Charles Oudinot, Duc de Reggio (1767 - 1847), Mariscal de l'Imperi el 1809
- Auguste Marmont, Duc de Ragusa (1774 - 1852), Mariscal de l'Imperi el 1809
- Louis Gabriel Suchet, Duc d'Albufera (1770 - 1826), Mariscal de l'Imperi el 1811
- Laurent Gouvion Saint-Cyr, Marques de Gouvion-Saint-Cyr (1764 - 1830), Mariscal de l'Imperi el 1812
- Józef Antoni Poniatowski, Princep Poniatowski (1763 - 1813), Mariscal de l'Imperi el 1813
- Emmanuel de Grouchy, (1766 - 1847), Mariscal de l'Imperi el 1815

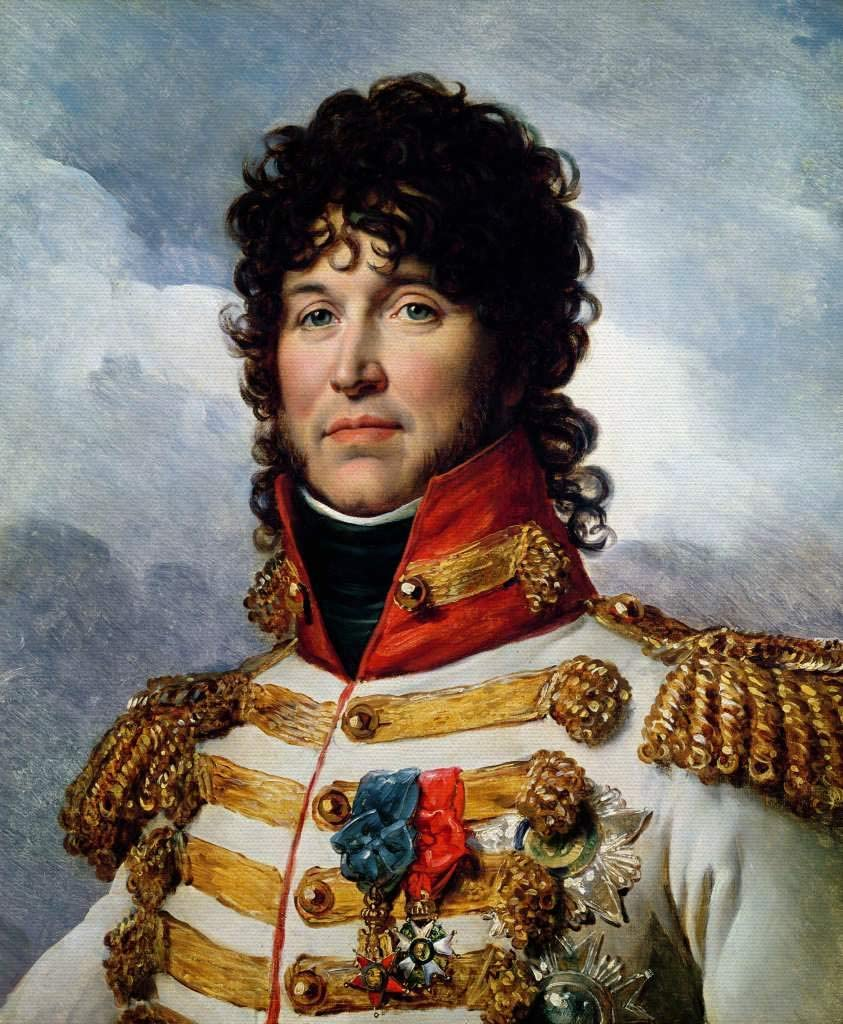
Joachim Murat
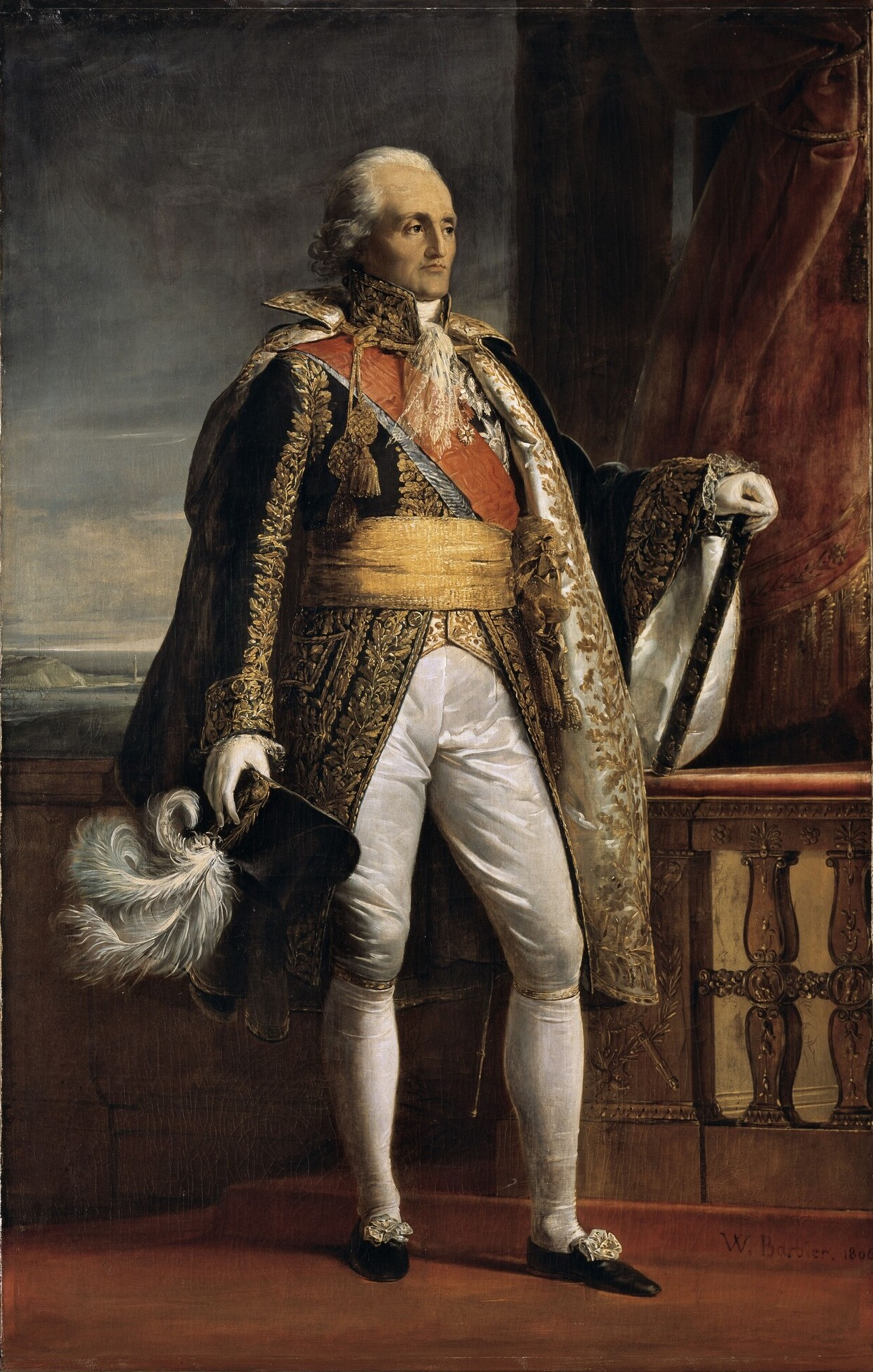
Bon Adrien Jeannot de Moncey
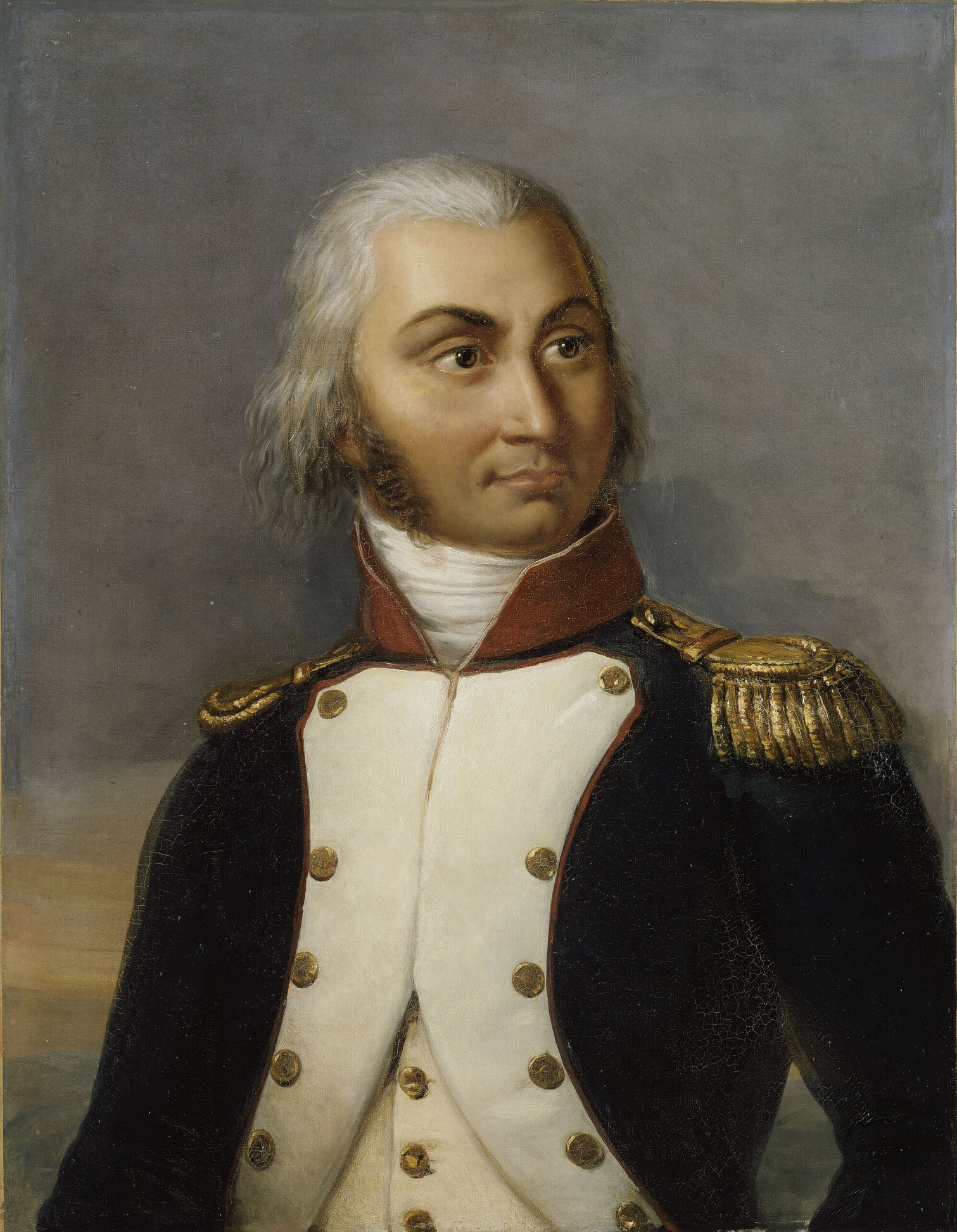
Jean-Baptiste Jourdan
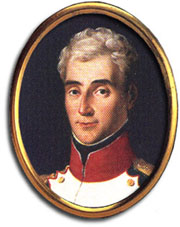
André Masséna
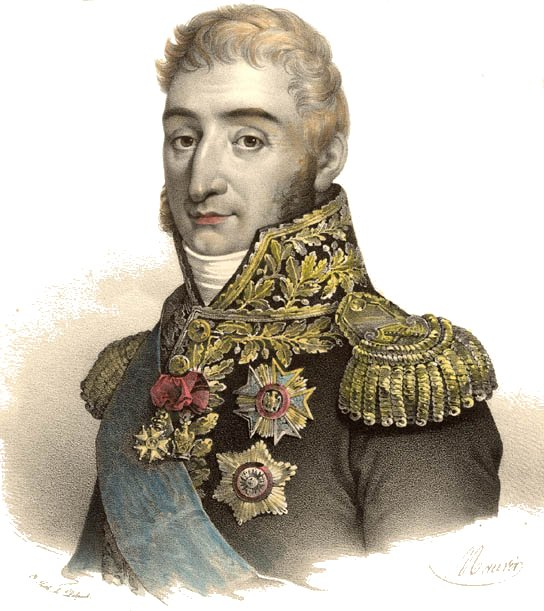
Charles Pierre Francois Augereau
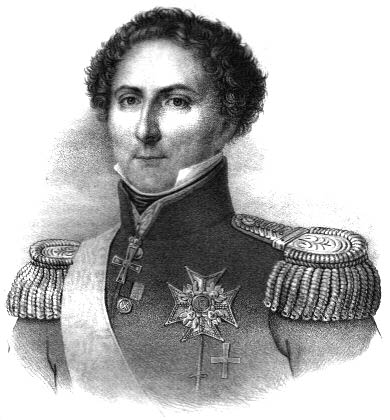
Jean Baptiste Bernadotte
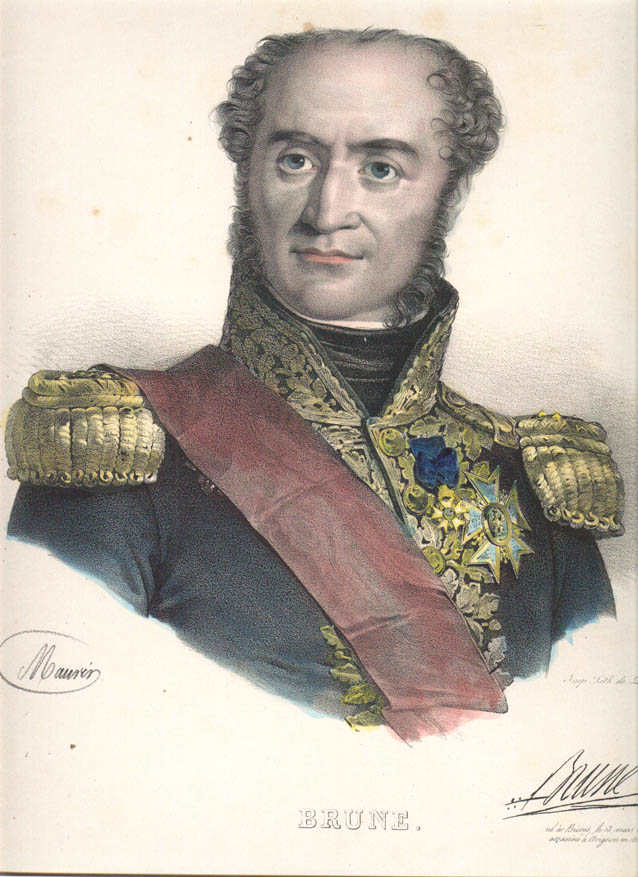
Guillaume Marie Anne Brune
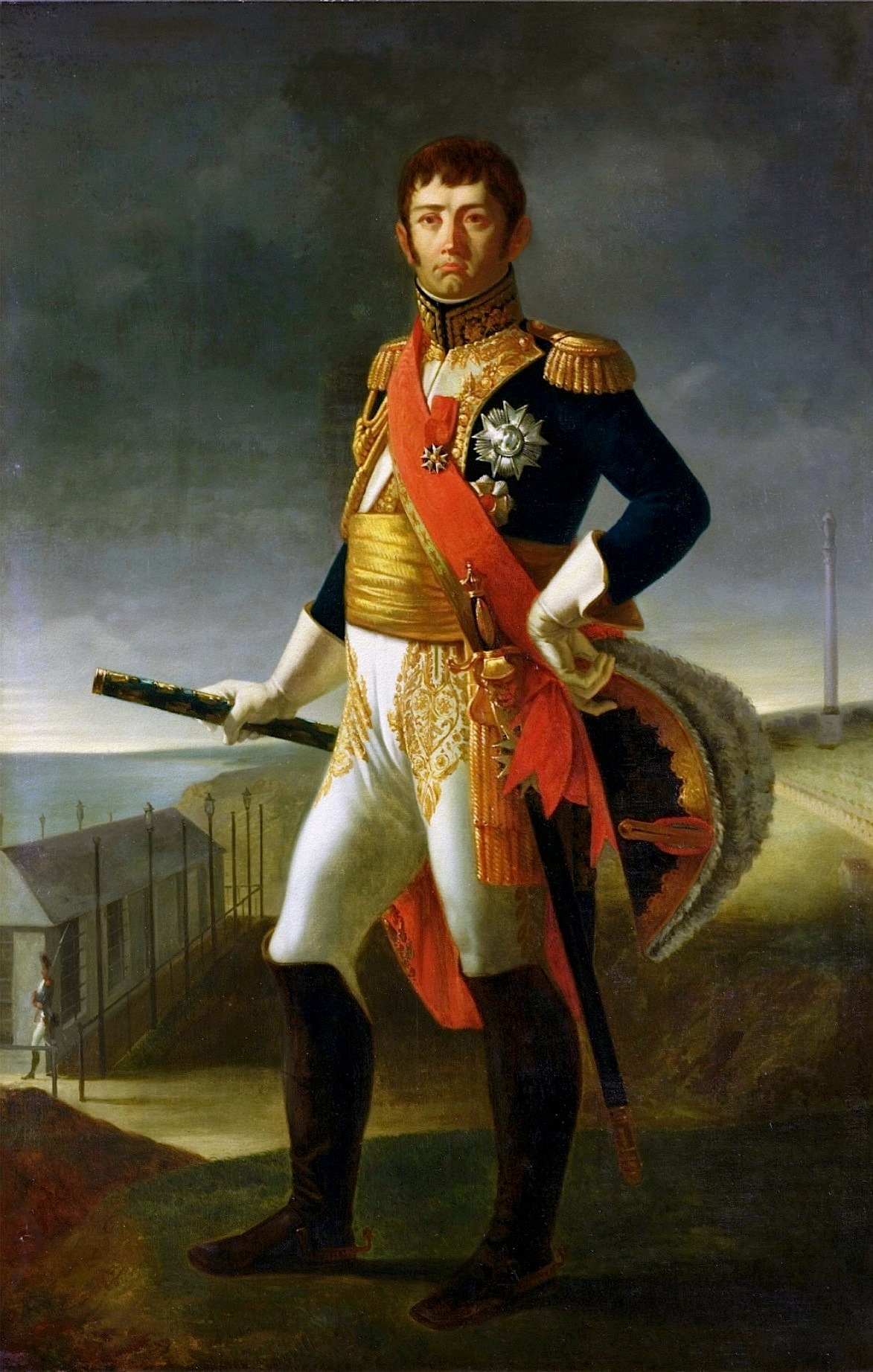
Nicolas Jean de Dieu Soult
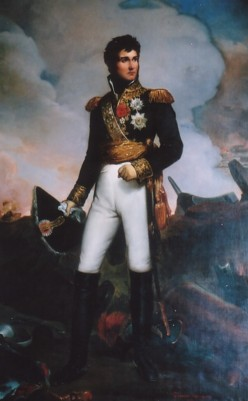
Jean Lannes
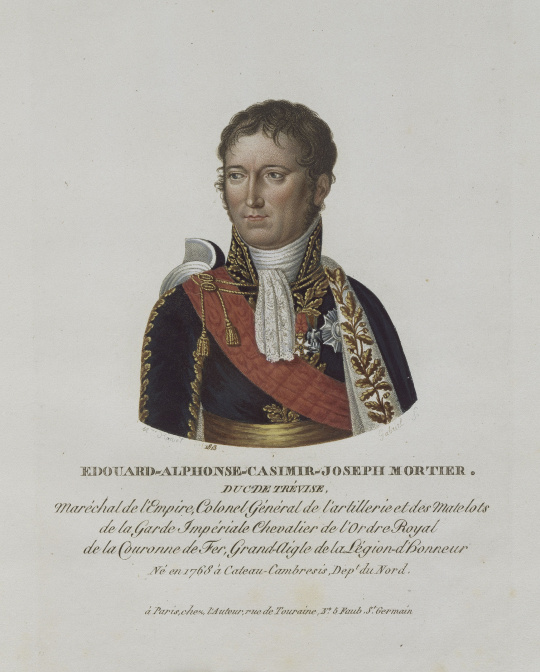
Édouard Adolphe Casimir Joseph Mortier
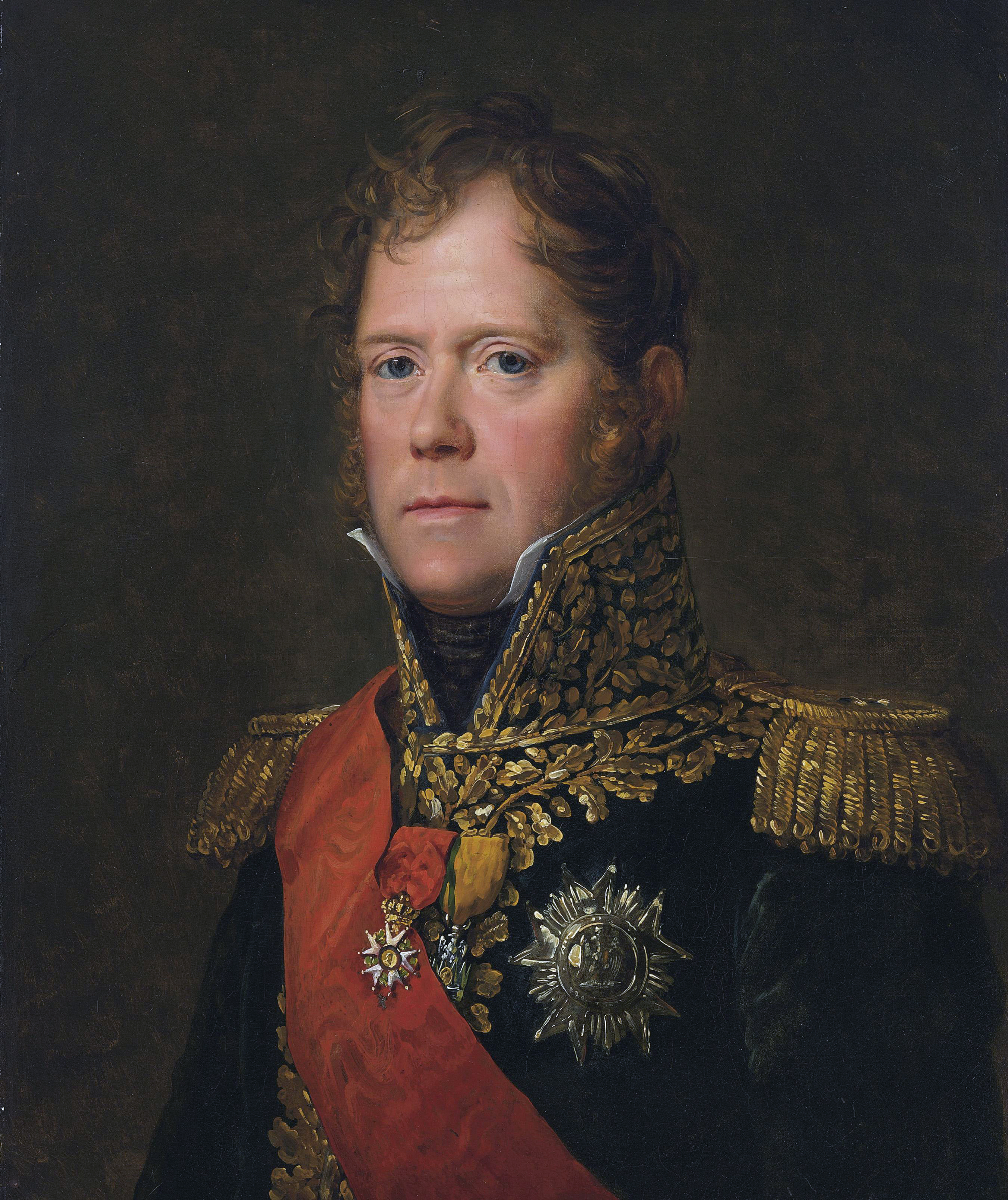
Michel Ney
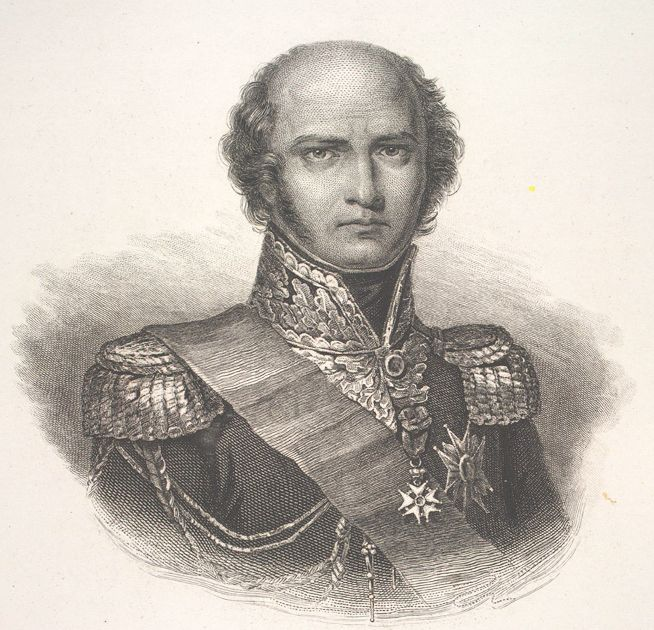
Louis Nicolas Davout
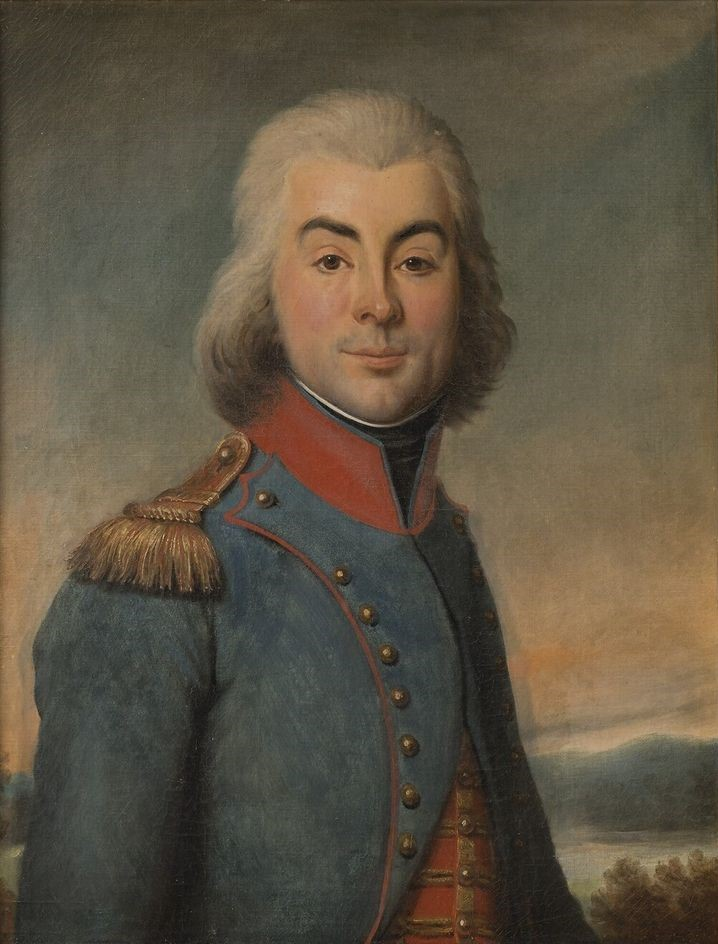
Jean-Baptiste Bessières
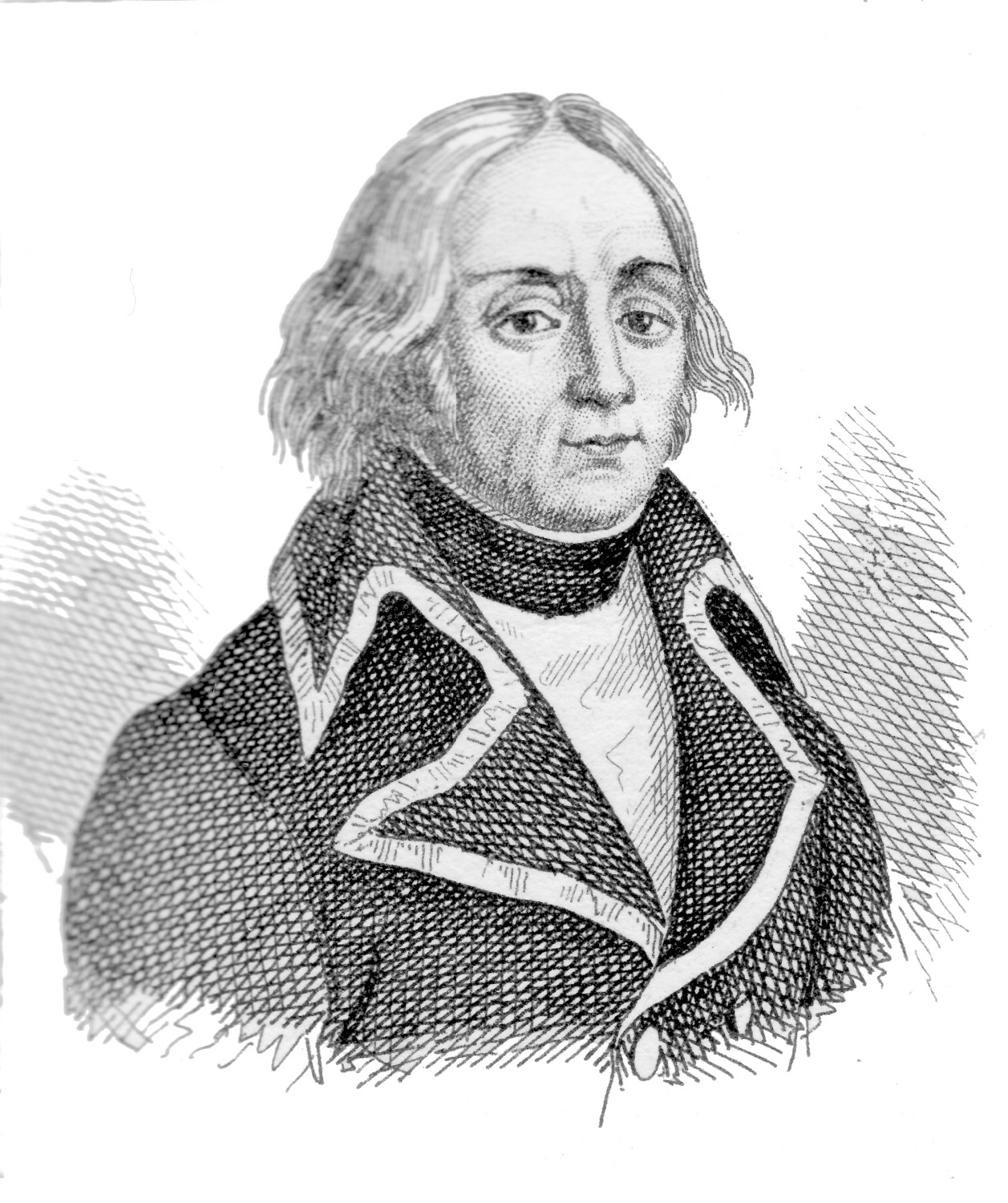
François Christophe de Kellermann
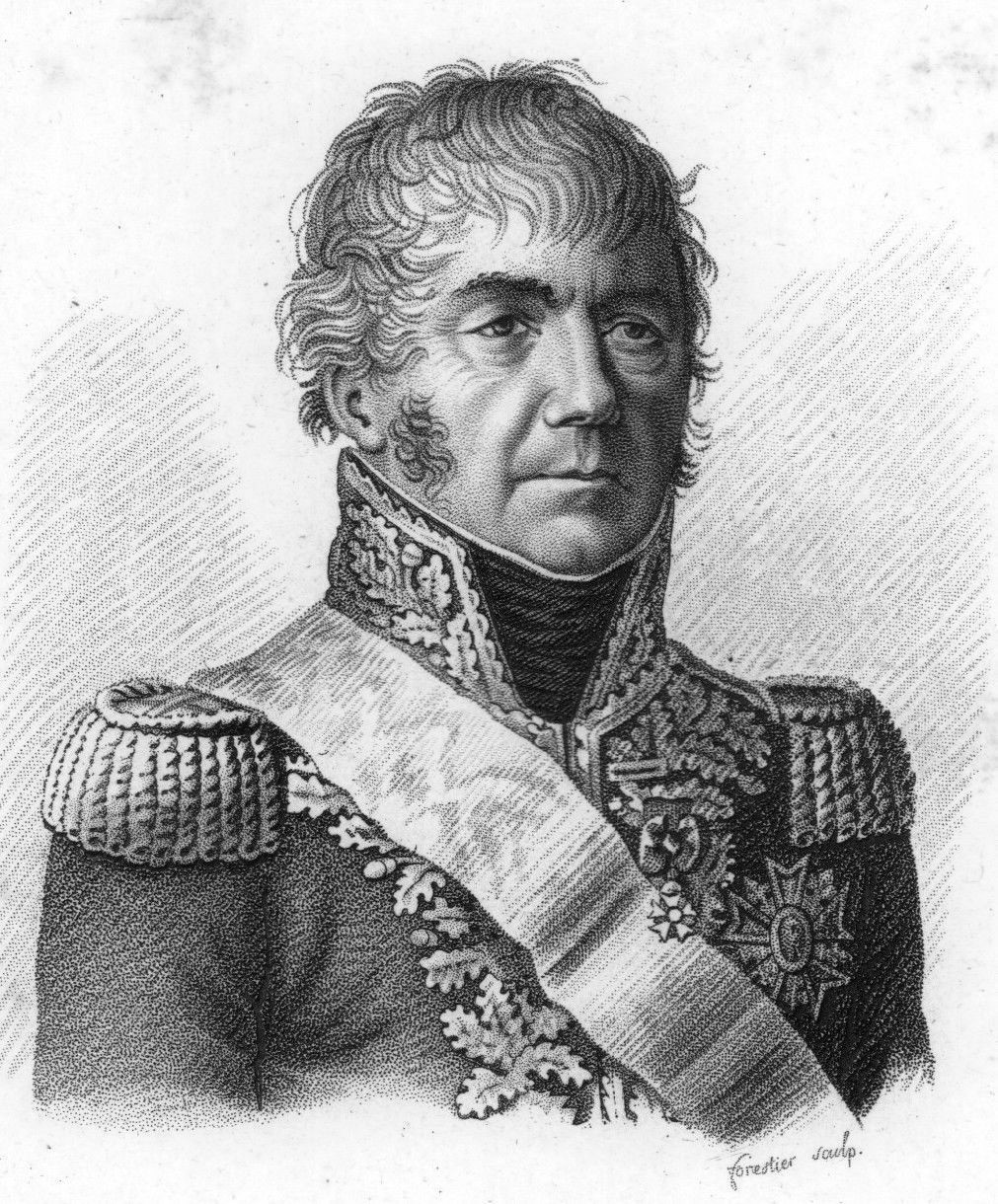
François Joseph Lefebvre
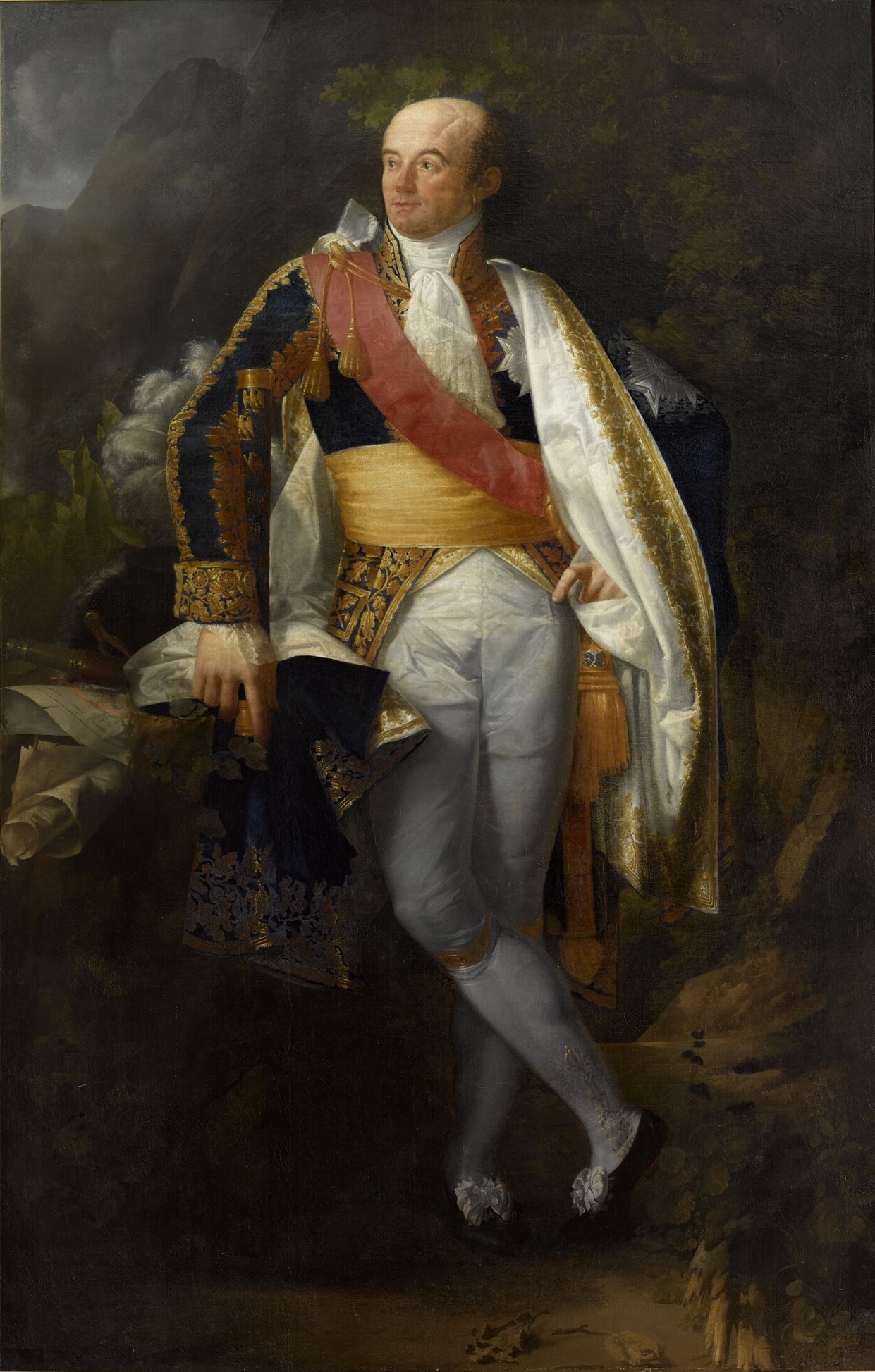
Dominique Catherine de Pérignon
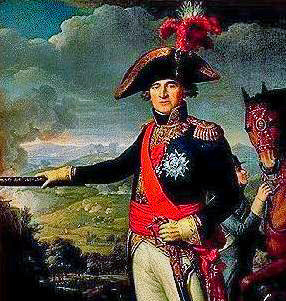
Jean-Mathieu-Philibert Sérurier
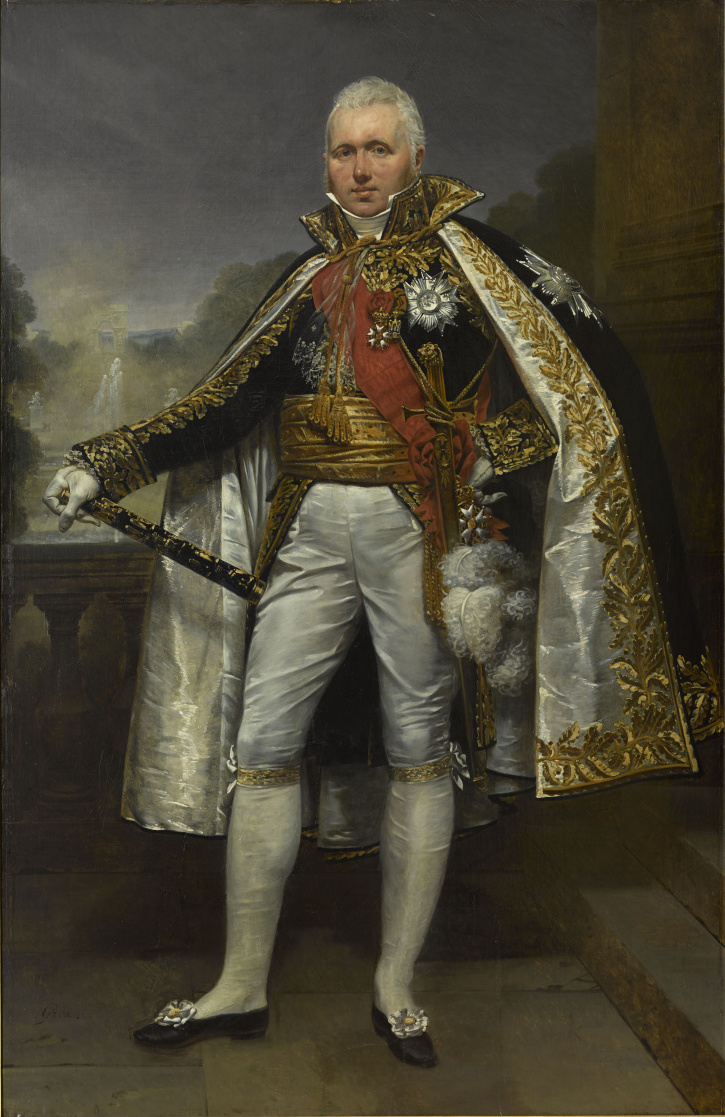
Claude Victor-Perrin, duc de Belluno
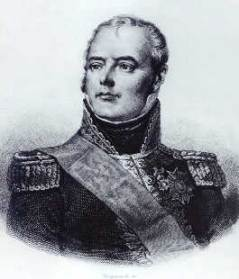
Étienne-Jacques-Joseph-Alexire MacDonald
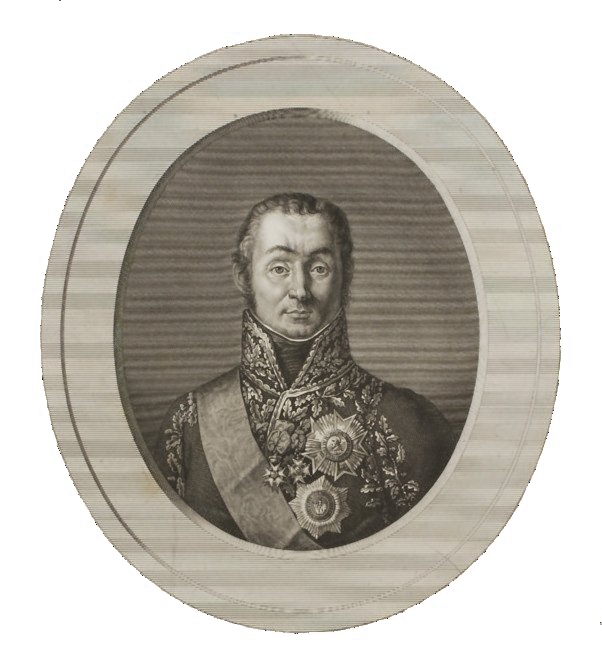
Nicolas Charles Oudinot
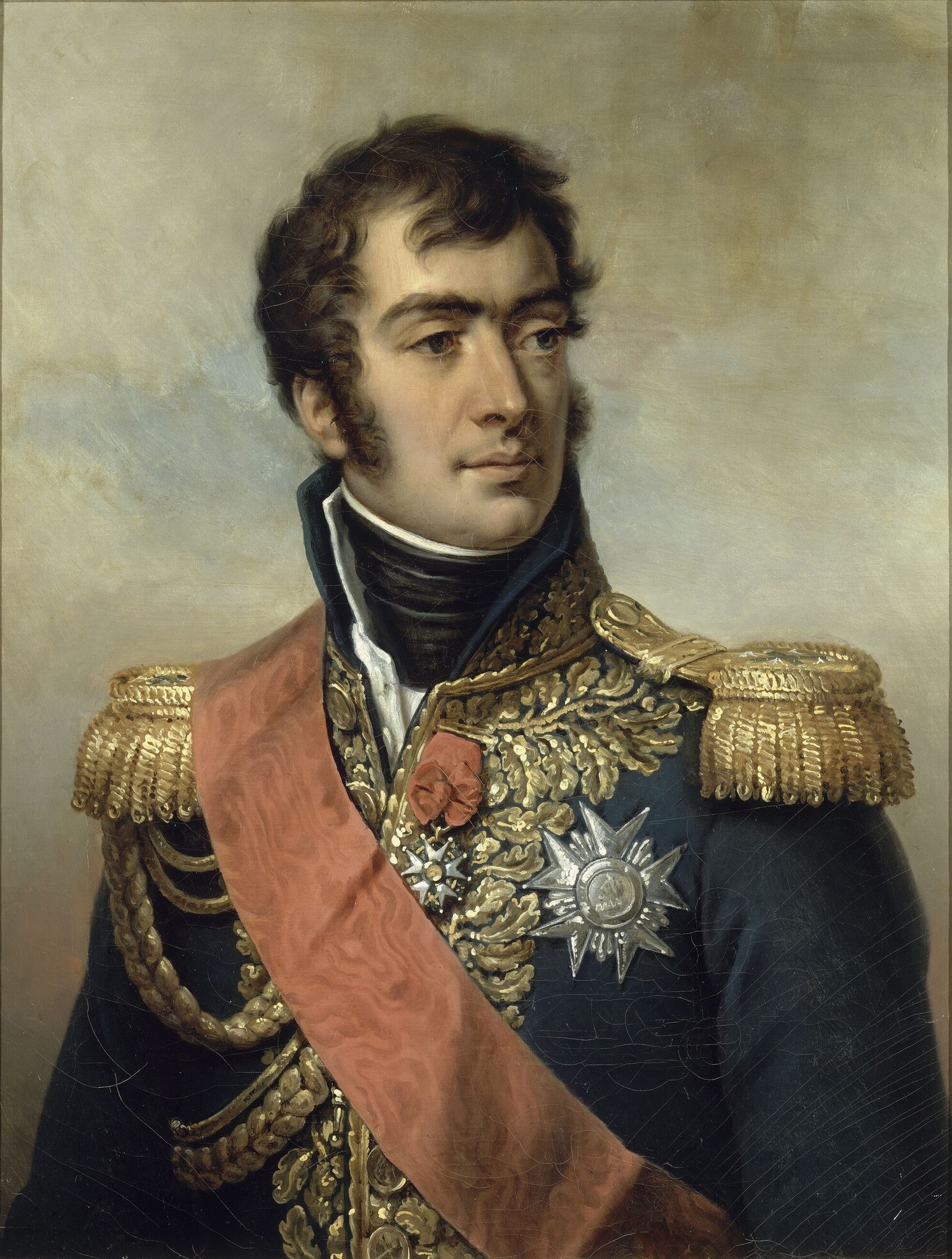
Auguste Marmont
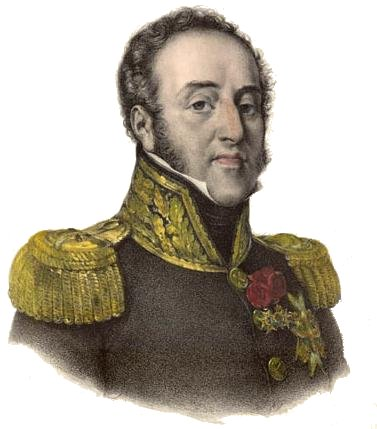
Louis Gabriel Suchet
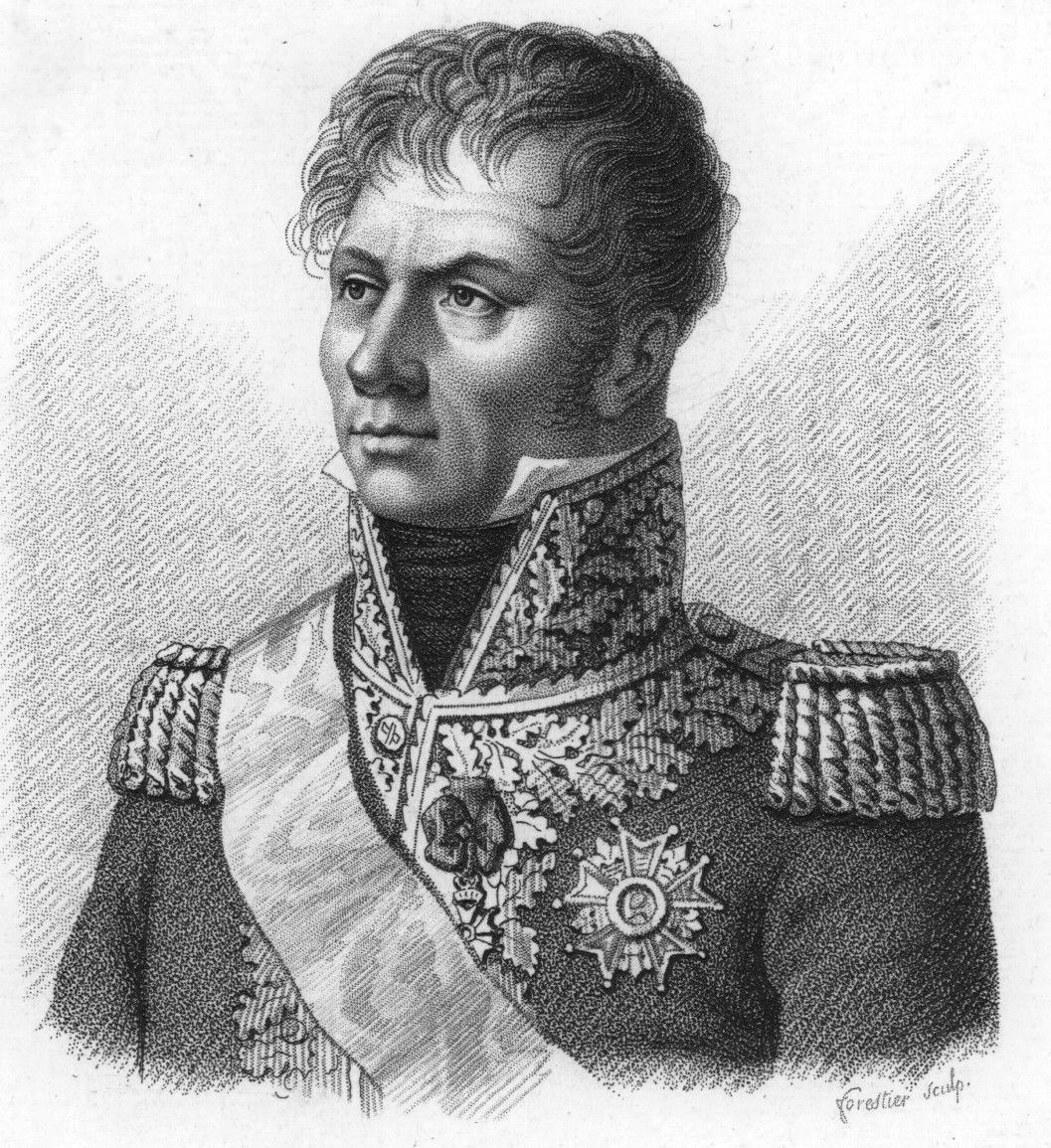
Laurent, Marques de Gouvion Saint-Cyr
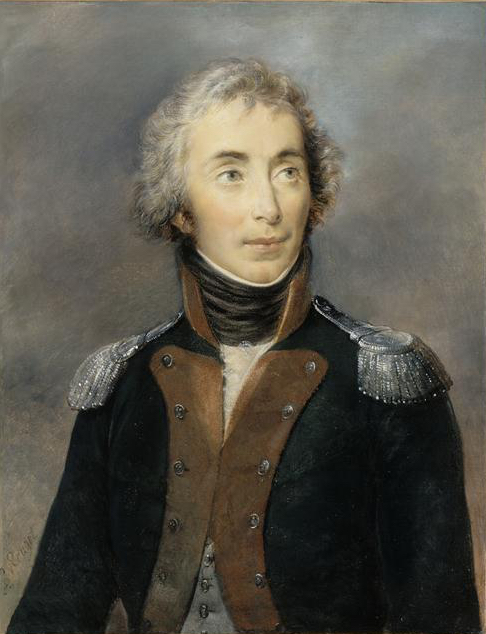
Emmanuel, 2mé marques de Grouchy

## Organització
Un dels factors més importants en l'èxit de la Grande Armée fou l'organització, més flexible i superior a la resta. Estava dividida en diferents Cossos (mormalment de 5 a 7),cada cos estava format per entre 10.000 a 50.000 soldats. Aquests Corps d'Armée eren petits exèrcits amb elements de tots els cossos i serveis, capaços d'operar independentment. Els Cossos usualment operaven pròxims mantenint un dia de marxa de distància entre un i altre. Un Cos, depenent de la grandària i de la importància de la missió, era comandat per un Mariscal.
Napoleó tenia gran fe amb el comandants dels cossos i normalment els permetia una gran llibertat d'acció, confiant que actuarien dintre de les línies mestres dels seus objectius estratègics i que treballarien junts per acomplir-los. Quan no s'aconseguien els objectius, Napoleó assumia el comandament dels cossos personalment i normalment no degradava els seus generals. Els cossos es formaren per primer cop l'any 1800, quan el general Moreau dividí l'exèrcit del Rin e 4 cossos. Aquests foren uns grups temporals i no fou fins al 1804 que Napoleó organitzà les unitats permanents. Alguna vegada Napoleó formaria la cavalleria en un cos separat per tal d'explotar la seva mobilitat.
La principal unitat tàctica dels cossos foren les Divisions, formades per 4.000/6.000 soldats (d'infanteria o cavalleria). Aquestes al seu torn eren formades per dues o tres Brigades de 2 regiments i recolzades per una brigada d'Artilleria, composta per 3 o 4 bateries, cada una d'elles amb 4 canons i 2 obusos, fen un total de 18 a 24 peces d'artilleria en total. Les Divisions També eren unitats plenament operatives per separat i eren comandades per un General de Divisió.

## Unitats Militars de La Grande Armée

### Guàrdia Imperial
La Garde Impériale era la unitat d'elit de l'exèrcit, formada a partir de la Garde des Consuls i la Garde Consulaire. Des d'un simple regiment l'any 1800, es convertí en un Corps d'Armée, amb divisions d'infanteria, cavalleria i artilleria.
Napoleó va pretendre que fos el model per a tot l'exèrcit i una força completament lleial. Tanmateix, la infanteria rarament fou emprada en massa, la cavalleria va ser sovint enviada a massacrar l'enemic durant la batalla i l'artillera era emprada per castigar els enemics abans dels assalts.

#### Infanteria de la Guàrdia
Hi havia 3 seccions:
- Vella guàrdia (Vieille Garde): Composta per veterans que havien servit entre 3 o 5 campanyes en l'exèrcit napoleònic. Estava formada per dos regiments i era la crème de la crème de La Grande Armée.
  - Grenadiers à Pied de la Garde Impériale:[8][9] els Grenadiers de la Guàrdia era el regiment més vell de La Grande Armée. Durant la campanya de Polonia, el 1807,Napoleó els posà el mal nom de les grognards ("els rondinaires"). Estava compost pels soldats d'infanteria més experimentats i braus de la guàrdia. Alguns veterans arribaren a servir al voltant d'unes 20 campanyes.
  - Chasseurs à Pied de la Garde Impériale:[10] The Chasseurs de la Guàrdia eren el segon regiment més vell de la Grande Armée. El 1er Chasseurs era la formació germana del 1r Grenadiers à Pied.
- Middle Guard (Moyenne Garde):[11] Constituïda per veterans de 2-3 campanyes.
  - Fusiliers-Chasseurs: El 1806 es formà el regiment. Anaven armats amb mosquetons (Charleville model 1777), bayoneta i un sabre curt.
  - Fusiliers-Grenadiers:[12] Format el 1807. Amb el mateix armament que l'anterior.
  - Marines de la Guàrdia (Marins de la Garde): Inicialment creats per ser els tripulants dels vaixells que havien de dur l'Emperador a Anglaterra després de la seva invasió. Un cop descartada la invasió restaren en la guàrdia per menar els vaixells i bots en què viatges Napoleó.
- Jove Guàrdia(Jeune Garde):[13] Inicialment composta per veterans que tinguessin almenys una campanya al seu historial, era comandada per joves oficials. Foren coneguts més pel seu entusiasme que per les seves habilitats en combat.
  - Tirailleurs-Grenadiers
  - Tirailleurs-Chasseurs

#### Cavalleria de la Guàrdia
El 1804, la Cavalleria de la Guardia estava formada per dos regiments de cavalleria: els Chasseurs à Cheval i els Grenadiers à Cheval, juntament amb una petita unitat d'elit de gendarmes i un esquadró de mamelucs.
El 1806 s'hi uní el Regiment de Dragons de la Garde Impériale (o Dragons de l'Imperatice), el 1807 el regiment de Llancers Polacs, el Regiment de Chevau-Légers de la Garde Impériale Polonais fou afegit. Finalment, el 1810, s'integrà un altre regiment de llancers, el segon Regiment de Chevau-Légers Lanciers de la Garde Impériale o Llancers roigs. Entraren en lluita nombroses vegades. Potser l'episodi més famós en la seva història fou La càrrega dels Llancers polonesos a la batalla de Waterloo, on derrotaren els Scots Greys i la Union Brigade.
- Granaders a cavall (Grenadiers à Cheval de la Garde Impériale): coneguts com els Deus o els Gegants, eren l'elit de la cavalleria. Tota la formació muntava cavalls negres. Per a ingressar calien un mínim de 10 anys de servei, haver participat en almenys 4 campanyes i fer 172 cm d'alçada. Junt amb els Llacers Polonesos foren les úniques unitats de cavalleria que mai van ser vençudes.

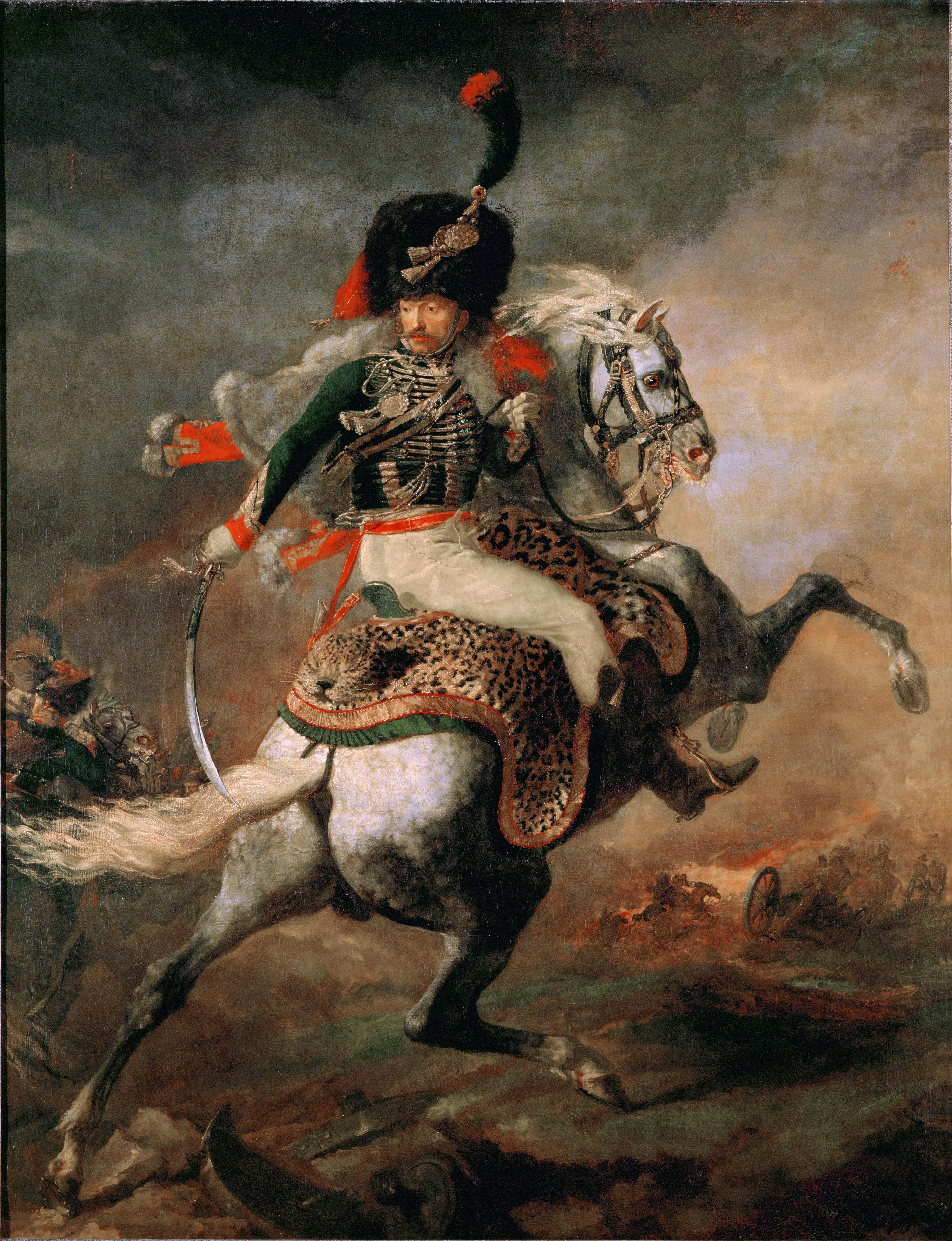
Le Chasseur de la Garde, 1812 per Géricault.

- Caçadors a cavall de la Guàrdia (Chasseurs à cheval de la Garde Impériale): coneguts com els "fills favorits". Eren la cavalleria lleugera, la unitat preferida de Napoleó.
- Gendarmes d'elit (Gendarmerie d'Elite): nomenats Els Immortals, perquè rarament entraren en combat. Els Gendarmes eren la policia militar de la Grande Armée i la guàrdia de gala.
- Esquadró de Mamelucs (Escadron de Mamalukes): Soldats del desert reclutats per Bonaparte durant la campanya d'Egipte. Combinaven la destresa a l'hora de cavalcar i amb l'espasa amb un coratge fanàtic.
- Llancers de la Guàrdia (Chevau-Légers-Lanciers de la Garde Impériale):[14]
  - Primer Regiment: Format per polonesos.

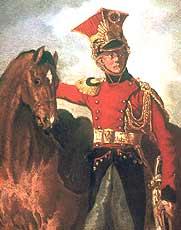
Llancer roig

- - Segon Regiment: Format per francesos i neerlandesos. També nomentats Les Lanciers Rouges (Llancers rojos) pel seu uniforme.
  - Tercer Regiment: Format per polonesos.
- Dragons de l'Emperatriu (Dragons de l'Impératice): Format el 1806 amb el nom de Regiment de Dragons de la Garde Impériale. Fou més una unitat cerimonial que de combat i rarament entrà en batalla.
- Exploradors de la Guàrdia Imperial (Eclaireurs de la Garde Impériale) : Creat el desembre de 1813, durant la reorganització de la Guàrdia Imperial després de la desfeta de Rússia. Napoleó prengué nota dels regiments de cosacs i els emprà com a model per la formació d'aquesta brigada. Foren 3 regiments de 1.000 homes cadascun i foren assignats (per esquadrons) a regiments existents:
  - Primer Regiment: exploradors-grenadiers sota les ordres del Coronel-Major Claude Testot-Ferry.
  - Segon Regiment: scouts-dragoons Sota les ordres del Coronel Hoffmayer.
  - Tercer Regiment: scouts-lanciers Sota les ordres de Jean Kozietulski.

Els exploradors només pogueren distingir-se durant la campanya francesa de 1814 i foren dissolts per Lluís XVIII en la restauració.

### Tropes estrangeres a La Grande Armée
La majoria dels exèrcits europeus reclutaven tropes estrangeres, l'exèrcit napoleònic no fou una excepció. Aquestes tropes tingueren un paper important al llarg de les Guerres Napoleòniques. El 1805, 35.000 soldats de la Confederació del Rin foren emprades per protegir les línies de comunicació i els flancs de l'exèrcit principal. El 1806, 20.000 soldats extres foren allistats amb la mateix missió, més 20.000 saxons, que foren emprats en operacions contra els prussians. En la campanya d'hivern de 1806-7, alemanys, polonesos, i espanyols ajudaren a assetjar els ports bàltics a Stralsund i Danzig en el flanc esquerre de La Grande Armée. A la batalla de Friedland de 1807, els cossos del Mariscal Lannes foren formats en gran nombre per polonesos, saxons i alemanys. Per primera vegada les tropes estrangeres tingueren un rol en la batalla principal, i ho feren amb distinció. El 1809 a la campanya Austríaca es considera que un terç de La Grande Armée provenia de la Confederació del Rin, i un quart de l'exèrcit a Itàlia era italià. En la desfeta de 1812 més de la meitat de les tropes que marxen a Rússia eren no francesos i representaven 20 nacionalitats diferents.

### Cavalleria
Per decret de l'Emperador, la cavalleria fou, normalment, entre d'una cinquena i una sisena part de l'exèrcit. Els regiments de cavalleria d'entre 800 a 1.200 homes eren formats per 3 o 4 esquadrons de dues companyies cada un, més els elements de suport. El primer esquadró de la primera companyia de cada regiment era sempre designat com l'"elit",suposadament, amb els millors homes i cavalls. Durant la revolució francesa, la cavalleria perd la majoria dels millors oficials, normalment aristòcrates i lleials a l'antic règim. Conseqüentment, la qualitat de la cavalleria francesa descendeix dràsticament. Napoleó reconstrueix el cos convertint-lo en el millor del seu temps; fins al 1812 no pogué ser derrotada. Hi ha dos tipus de cavalleria, amb rols diferents: la Pesada i la lleugera.

#### Cavalleria pesant

##### Cuirassers
La cavalleria pesant, equipada i armada com els cavallers medievals amb cuirasses i cascs, anava armada amb sables llargs i, posteriorment, amb pistoles. S'empraven com a forces de xoc. A causa del pes de l'armadura i les armes, el cavall i el genet havien de ser grans i forts. D'aquesta manera s'aconseguia una força molt gran en les carregues. Malgrat tot, la cavalleria pesant fou emprada, normalment, com a suport de la cavalleria lleugera i els dragons. Els Cuirassers demostraren ser una força potent en batalla, deixant els seus enemics impressionats. Els anglesos, en particular, varen creure que els cuirassers eren la guàrdia personal de Napoleó i volgueren adaptar els cascs i pitralls per als seus propis Horse Guards. Inicialment hi havia 25 regiments de cuirassers, posteriorment foren 18.

##### Dragons (Dragons)
La cavalleria mitjana de l'exèrcit, d'altra banda considerada pesada, eren emprats en batalles, escaramusses i exploracions. El cos era força versàtil, anaven armats amb el sabres (els millors dels quals, amb 3 fulles, fet d'acer Toledà), pistoles i mosquets (que mantenien en fundes mentre cavalcaven). Aquest armament els permetria lluitar a peu, com la infanteria, tan bé com a cavall. Amb tot, el preu d'aquesta versatilitat feu que el nivell dels seus "cavallers" i espadatxins no fos tan alt com en altres cossos. Inicialment es formaren 25 regiments, posteriorment en foren 30. Durant els govern dels cent dies (1815) només es formaren 15 regiments.

##### Carabiniers-à-Cheval
Eren similars en armament i rol als dragons. Tot i això, menys armats que els primers, inicialment no anaven armats. Aquest fet els feu menys versàtils. Inicialment es componien de 2 regiments únicament.

#### Caballeria lleugera

##### Hússars (Hussards)
Aquests ràpids i lleugers genets eren els ulls i les orelles dels exèrcits napoleònics. Ells mateixos es consideraven els millors genets i espadatxins (beau sabreurs) de tota l'Armée. Aquesta opinió no era del tot injustificada. Tàcticament, eren emprats en missions de reconeixement, en escaramusses i com a pantalla de l'exèrcit, amb la finalitat de mantenir els alts comandaments dels moviments enemics mentre evitaven que l'enemic obtingues la mateixa informació i per perseguir tropes en retirada. Armats amb sabres corbats i pistoles, tenien fama de ser temeraris fins al punt d'ésser fins i tot suïcides. Es deia que l'hússar que arribés als 30 anys era un vella Guàrdia de ple dret i molt afortunat. El 1804 eren 10 regiments, el 1810 se n'hi afegí un altre i dos més el 1813.

##### Caçadorsa cavall
Aquests eren iguals en funcions i armament als Husar. A diferència dels chasseurs de la Guàrdia Imperial, eren considerats d'inferior categoria. Era el cos més nombrós de la cavalleria amb 31 regiments, 6 dels quals eren integrats per no francesos (belgues, suïssos, italians i alemanys).

##### Llancers (Lanciers)
Un dels cossos més temuts de la cavalleria napoleònica foren els Llancers polonesos. Anomenats "els dimonis polonesos" pels espanyols, aquesta cavalleria mitjana i lleugera (Chevau-légers Lanciers) tenia una velocitat equiparable a la dels Hússars, força de xoc similar als Cuirassiers i gairebé tant versàtils com els Dragons. Anaven armats amb llances, com indica el seu nom, sabres i pistoles. Els Llancers eren la millor opció per carregar contra la infanteria disposada en esquadra, ja que les seves llances superaven les baionetes (un exemple el trobem a la Batalla de La Albuera, on la brigada anglesa del coronel Colborne fou àmpliament superada, el 1811) i també en la persecució i caça de l'enemic derrotat. Excloent els regiment de la Guàrdia, hi hagué 9 regiments de Llancers. Després de les guerres, els anglesos crearien els seus propis cossos de Llancers a semblança dels napoleònics.

### Infanteria
La infanteria estava dividida en 2 grans grups: la Infanteria de linea (Infanterie de Ligne) i la infanteria lleugera (Infanterie Légère).

#### Infanteria de Línia
La Infanteria de línia formava la major part de la Grande Armée. El 1803, Napoleó reinstaura el terme Regiment, Durant la revolució francesa s'emprà el terme demi-brigade (ja que de fet eren dues brigades i no tenia connotacions monarquiques). Quan es formà la Grande Armée, l'exèrcit francès tenia 89 Régiments de Ligne, 1 per cada departament de França. S'arribaren a formar 156 regiments.
Els Régiments de Ligne varien de dimensions al llarg de les guerres napoleòniques, El bloc bàsic de la infanteria de línia era el batalló. Un batalló d'infanteria podia arribar a estar format per uns 840 homes. La dimensió tipica era de 400-600 homes. Del 1800 al 1803 un batalló tenia 8 companyies de fusilier i una de grenadier. Del 1804 al 1807 el batalló era compost per 7 companyies de fusilier, una de grenadier i una de voltigeur. Del 1808 al 1815 fou compost per 4 companyies de fusilier, una de grenadier i una de voltigeur.

##### Fusellers
Els fusellers anaven armats amb un mosquet i una baioneta. L'entrenament dels fusellers posava èmfasi en la velocitat de la marxa i la resistència, juntament amb pràctiques de tir i tècniques de formació de combat. Aquest entrenament es diferenciava molt dels entrenaments d'altres exèrcits europeus que l'emfatitzaven en moviments en formacions rígides i foc en massa. Les primeres victòries napoleòniques foren gràcies a la velocitat de l'exèrcit, gràcies a l'entrenament de la infanteria. Des de 1803, cada batalló estava compost per 8 companyies i cada companyia tenia al voltant de 120 soldats.
El 1805, una de les companyies de fusellers fou dissolta i reformada com a companyia de Voltigeur. El 1808, Napoleó reorganitza els batallons d'infanteria passant de 9 a 6 companyies. Les noves companyies tenien 140 homes, 4 d'elles eren de Fusiliers, una de Grenadiers i l'altra de Voltigeurs.

##### Granaders
Els Granaders eren les tropes de xoc veteranes de l'exèrcit. Els batallons d'infanteria acabats de formar no tenien companyia de granaders. Per ser considerat Granaderr, com a mínim s'havia d'haver participat en dues campanyes. Per aquest motiu els batallons nous havien de lluitar en dues campanyes, com a mínim, per tenir una companyia de Granaders.
Per altra banda, les normes indicaven que tot Granader havia de tenir, obligatòriament, Bigoti (Moustuache). A banda de l'armament dels fusellers també portaven un sabre curt per a emprar-lo en el combat cos a cos.
La companyia de Granaders normalment ocupava el costat dret de la formació, lloc d'honor tradicional.

##### Voltigeurs

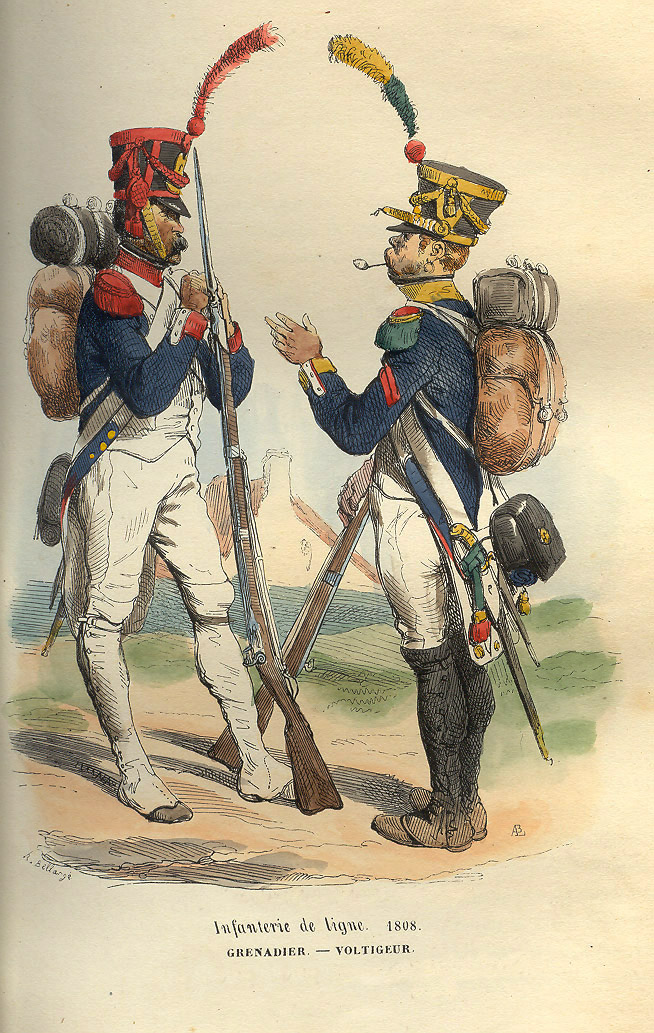
grenadier (esquerra) i voltigeur (dreta)

Els Voltigeurs eren l'elit. El 1805, Napoleó ordenà que es triessin els més petits i àgils soldats de línia per formar la companyia de Voltigeur. El seu nom el deuen a la seva missió original: combatre la cavalleria enemiga saltant sobre els cavalls, una desgraciada idea que fallà en combat. En lloc d'això, els Voltigeurs duien a terme tasques valuoses, fent d'exploradors i d'avançada a cada batalló, proveint així una infanteria lleugera per cada regiment de línia.
Inicialment armats amb mosquets com els dels Dragons, acabaren equipant-se amb les mateixes armes que els Granaders.
A partir de 1808, la companyia de Voltigeur se situava a l'esquerra de la línia de combat, tradicionalment la segona posició d'honor.

#### Infanteria Lleugera
Infanterie Légère. Els regiments de la Légère mai superaren de 35 (comparat amb els 155 dels regiments de Ligne regiments), i la Ligne podria executar les mateixes maniobres. La diferència estava en l'entrenament i, com a resultat, l'alt esprit de corps.
L'entrenament de la Légère posava èmfasi en els franctiradors i els moviments ràpids. En general, un soldat de la Légère podia disparar millor i moure's més ràpid que un soldat de la Ligne. La Légère solia entrar més en combat, ja que s'emprava en més missions que la Ligne. Les tropes de la Légère eren més petites que les tropes de línia, fet que les permetia moure's més ràpidament entre els boscos i els permetia amagar-se millor.

##### Caçadors
Els Caçadors eren els fusellers de la Légère. armats amb un mosquet (Charleville model 1777, molt comú en l'Armée), baioneta i un sabre curt per al combat cos a cos (com passa en la majoria de cossos de l'exèrcit napoleònic aquest sabre s'acabarà utilitzant més com a eina per a taller fusta que com a arma).
A partir de 1803, cada batalló tenia 8 companyies de chasseur (cada companyia amb uns 120 homes). El 1808 els batallons passaren 9 a 6 companyies de 140 homes, quatre de les quals eren de chasseurs.

##### Carrabiners
Els Carabiniers eren els grenadiers de la Légère. Després de dues campanyes els més alts i valents chasseurs eren triats per unir-se a la companyia de Carrabiners. Com els grenaders, els Carrabiners havien de dur bigoti.

##### Voltigeurs
Els Voltigeurs tenien la mateixa missió en la Légère que en els batallons de línia, amb la diferència que eren més àgils i millors tiradors.

### Artilleria
Atès que Napoleó era de fet un oficial d'artilleria, i que ell mateix digué: 
"Déu lluita la costat del qui té millor artilleria."
. L'artilleria es convertí en l'espina dorsal de la Grande Armée, tenint un enorme poder de foc i una gran habilitat per infligir grans danys als enemics. Els canons francesos foren sovint emprats en grans bateries(grandes batteries) per castigar l'enemic abans que entressin a l'abast de la cavalleria i la infanteria. Un gran entrenament dels canoners francesos permeteren a Napoleó poder moure la disposició de les bateries molt ràpidament, proporcionant-li un plus d'avantatge.
A banda d'un entrenament superior, l'artilleria napoleònica tingué l'ajut de nombrosos avenços tècnics dels canons ideats per Jean Baptiste Vaquette de Gribeauval. Qui va fer canons més lleugers, ràpids i fàcils de carregar i de transportar, i que, tanmateix, introduí l'estandardització dels calibres (facilitant la producció de bales). Per norma, els canons francesos eren de 4 lliures, 8 o 12, mentre que els obusos eren de 6 polzades. La resta de calibres varen anar canviant-se per canons de 6 lliures de calibre. Els canons francesos equipaven barrils de metall i el seu equip, les rodes eren untades amb oli d'oliva. Una organització superba, plenament integrada amb la infanteria i la cavalleria. Es distingeixen 2 tipus bàsics: l'Artillerie à Pied (artilleria a peu) i la Artillerie à Cheval (artilleria a cavall).

#### Artilleria a peu
El 1805 hi havia 8, més tard 10, regiments d'artilleria a peu, més els dos de la guàrdia Imperial, però a diferència dels altres dos braços de l'exèrcit, aquests eren divisions administratives. Les unitats principals eren les bateries (o companyies) de 120 homes formades en brigades i assignades a les divisions i cossos.
- Divisió d'artilleria: Estava composta per una brigada de 3 o 4 bateries de 8 armes (6 canons i 2 obusos) cada una.
- Cos de reserva d'artilleria: Cada Cos tenia la seva pròpia artilleria de reserva, d'una o més brigades, armada amb les armes de major calibre.

El personal d'una bateria no eren només els canoners i els oficials, també incloïa fusters, ferrers artificiers i obrers, que s'encarregaven de preparar recanvis, mantenir i reparar tot el que tingues relació amb els canons.

#### Artilleria a Cavall
La cavalleria rebia l'ajut de la més ràpida, en moviment i en capacitat de disparar, i al mateix temps més lleugera, artilleria a cavall. Aquest cos era un híbrid entre la cavalleria i l'artilleria. Atès que operaven més a prop de primera línia els oficials i soldats estaven millor entrenats i armats. Les tropes de la cavalleria a cavall eren entrenades a muntar i desmuntar ràpidament els seus canons, d'aquesta manera podien arribar a una posició muntar els canons disparar, desmuntar, desplaçar-se a una nova posició, muntar i tornar a disparar. Per acomplir aquests objectius foren entrenats pels millors artillers i entrenadors de l'exèrcit. l'artilleria a cavall podia anar cavalcant cavalcant a galop, arribar a la posició i muntar i disparar els canons en un minut. Després de presenciar la seva manera d'actuar, un astorat Duc de Wellington indicà: "Són capaços de moure els seus canons com si fossin una pistola".
Hi havia 6 regiments administratius, més el regiment de la Guàrdia. A banda de les bateries assignades a les unitats de cavalleria, Napoleó procurà assignar, almenys, una bateria a cada cos d'infanteria o, si era possible, a cada divisió. Les bateries a cavall eren molt cares de mantenir, per aquest motiu foren menys nombroses (aproximadament una cinquena part de tot el braç de l'artilleria). Corria la brama, infundada, que l'Emperador coneixia el nom de cada artiller a cavall.

#### Tren d'Artilleria
El Train d'artillerie, fou establert per Bonaparte el gener de 1800. La seva funció era la de proveir de conductors i cuidadors que havien de tenir cura dels cavalls i dels vehicles emprats per l'artilleria. Abans d'aquest els francesos, com tots els exèrcits, contractaven cuidaros civils, els quals, algunes vegades abandonaven les armes sota el foc enemic, amb el risc de perdre els valuosos equis de cavalls. El personal contractat per Napoleó, a diferència dels seus predecessors civils, eren entrenats i uniformats com a soldats. Els conductors foren armats amb una carabina, una espasa curta i una pistola. Com que la disciplina, a causa d'un entrenament bàsic, era de baix nivell i que no necessitaven massa raons per a emprar les armes, ràpidament es feren amb la fama de tramposos i buscaraons.
Cada batalló de train d'artillerie estava compost per 5 companyies. La primera era considerada l'elit i era assignada a les bateries de l'artilleria a cavall; les 3 del "centre" eren assignades a l'artilleria a peu i tasques diverses (reparacions, forja de camp, subministrament, etc.); l'última es convertí en la companyia per entrenar reclutes i muntures. Després de les campanyes de 1800, el tren fou reorganitzat en 8 batallons de 6 companyies cada un. A mesura que augmentava l'artilleria es crearen més batallons, arribant a 14 el 1810. El 1809, 1812 i 1813 els primers 13 batallons foren "doblats" per crear 13 batallons addicionals. Així mateix, a partir de 1809 alguns batallons tenien companyies extra per ajudar els regiments d'artilleria assignats a la infanteria.
La Guàrdia Imperial tenia el seu propi tren, organitzat en regiments en lloc de batallons. El punt àlgid, 1813-14, la Vella Guàrdia tenia 12 companyies i la Guàrdia Jove en tenia 16, un per cada bateria.

### Infanteria de marina Imperial
Els 4 regiments d'Infanteria de marina de l'Antic Règim desaparegueren el 20 de gener de 1794.
Els Marins de la Grande Armee foren dividits en el Bataillon des Marins de la Garde Imperial, també coneguts com a Matelots de la Garde, format el 17 de setembre de 1803, i els Matelots des Bataillons de la Marine Imperiale dels quals uns 32.000 serviren a la marina francesa. Altres unitats foren creades per servir a terra subscrits al personal naval, sota requeriment de la marina. També existien unitats d'artilleria, formades principalment per canoners navals emprats a les bateries i fortaleses de la costa nomenats bataillons de la Matelot du Haut-Bord (o Les Equipages de Haut-Bord) creats per un decret de Napoleó de l'1 d'abril de 1808. l'ensenya del Primer Régiment d'Artillerie de Marine perviu avui en dia, i apareix a la batalla de Lutzen com un dels honors de la batalla. Foren establertes 63 bateries (algunes romangueren vacants). Alguns dels quals foren:
22ième Équipage de Haut-Bord del vaixell Donauwörth
Marine Regiment de Rochefort inclòs en el 16ième bataillon de marins
Marine equipage de vasseux Admiral de Ruyter
Marine equipage de vasseux L'Hannibal (inclòs en el Regiment de Rochefort 16ième bataillon)
4ième Équipage de Haut-Bord de vasseux Friedland
5ième and 48ième Équipage de Haut-Bord de vasseux La Licorne
Els Marins de la Guàrdia foren organitzats en cinc equipages (companyies per vaixell), cada un amb 5 escouades, amb un total de 737 homes, La unitat fou creada per a la preparació de la invasió d'Anglaterra.
Aquesta unitat fou totalment destruïda a la batalla de Bailén de 1808, durant la Guerra del Francès. Fou reconstruïda i l'any 1810 el batalló augmentà a 8 equipages amb 1.136 homes. Fou severament reduït a la campanya de Rússia, i l'any 1813 només hi restaren 350 homes i oficials en els seus rancs. En la primera abdicació de Napoleó, 21 marins l'acompanyaren a Elba, i retornaren amb ell. Durant el govern dels cent dies es reuní un equipage de 150 homes i oficials.
Els batallons d'Artillerie de Marine foren reformats el 1813, i inclogueren 4 regiments amb el primer amb 8 batallons, el segon amb 10 batallons i els tercer i quart regiments amb 4 batallons, amb un total de 9.640 homes assignats al sisè Cos sota les ordres del Mariscal Marmont. Combinats amb batallons de mariners, formaren part de la Divisió de Marina a les batalles de Lützen, Bautzen, Dresden i es guanyaren grans elogis a la batalla de Leipzig. Les unitats de Marins foren desmuntades el 1815.

### Unitats de suport

#### Enginyers
Mentre que la glòria de les batalles requeien en la cavalleria, la infanteria i l'artilleria, l'exèrcit també incloïa enginyers militars de diferents tipus.
Els constructors de ponts de la Grande Armée, els pontonniers, foren indispensables en la màquina de guerra napoleònica. Els ponts erigits per aquests permeteren a Napoleó flanquejar les posicions enemigues, creuant rius, per la banda més inesperada. A la gran desfeta de Moscou, salvaren l'exèrcit de la completa anihilació a Beresina.
Ells no tingueren la glòria, però Napoleó considerava molt als seus pontonniers i tenia 14 companyies assignades als seus exèrcits, sota el comandament del General Jean Baptiste Eblé, un brillant enginyer. Una sola companyia de pontonniers podia construir un pont d'uns 80 pontons (de 120 a 150 metres de llarg) en només 7 hores.
Junt amb els pontonniers, ha havien companyies de minadors, amb la missió de danyar (minar) les fortificacions enemigues. Foren molt menys emprats que els pontonniers des que Napoleó aprengué, en les primeres campanyes, que era millor sobrepassar i isolar les fortificacions fixes, sempre que fos possible, que assaltar-les directament. D'aquesta manera els minadors foren emprats en altres tasques.
Els diferents tipus de companyies d'enginyers acabaren sent anomenades Génie, inicialment per un joc de paraules (jeu de mot) fent referència a l'habilitat que demostraven a l'hora de crear estructures "màgiques" tal com ho farien els genis mitològics.

#### Logística
Napoleó digué que "Un exèrcit és una criatura que marxa rere el seu estómac". Les tropes de la Grande Armée portaven provisions per a 4 dies. Els trens de suport en carregaven per a 8 dies, que només havien de ser emprats en cas d'emergència. Napoleó encoratjava els seus homes que s'alimentessin i requisessin el menjar de la zona per on passaven (aquest fet fou conegut com La Maraude).
Les provisions addicionals eren emmagatzemades en bases i dipòsits de rereguarda, establerts abans de començar les campanyes. Aquests es movien a mesura que l'exèrcit avançava. Les bases de suport reomplien les bases dels Cossos i Divisions, les quals, al seu torn, reomplien el trens de suport dels regiments i les brigades, que distribuïen les racions i les municions a les tropes. Mentre marxaven en territori amic les tropes tenien instruccions de "de viure amb tot el que el camp pot proporcionar", però mentre marxaven en territori neutral eren alimentats per les provisions. Aquest sistema permetia ràpides marxes, d'unes 15 milles per dia durant 5 setmanes. Així mateix els avenços tècnics ajudaren a la logística, Nicolas Appert inventà una nova tècnica de conservació d'aliments, que permetrà els mètodes d'"enllaunament" dels aliments.

#### Cos Mèdic

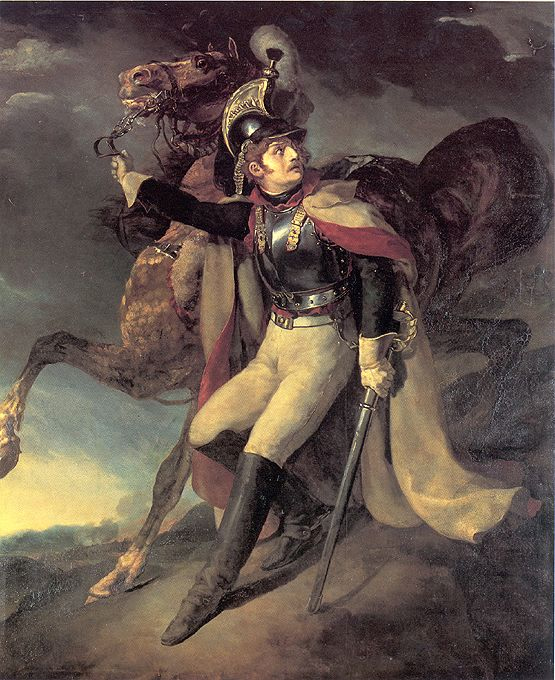
Cuirassier blessé quittant le feu (Cuirassier ferit deixant la batalla), 1814 per Théodore Géricault.

Cada divisió i Cos tenia el seu propi cos mèdic, que consistia en homes per fer les primeres cures i per al transport dels ferits a rereguarda, apotecaris cirurgians i doctors. Amb tot, els serveis mèdics no foren molt efectius. Molts soldat moriren per les ferides i les malalties. No hi havia nocions d'higiene o d'antibiòtics i, virtualment, l'únic procediment quirúrgic foren lesamputacions. L'únic anestèsic consistia a beure alcohol o, en alguns casos, colpejant al pacient. Normalment només una tercera part sobrevivia a les operacions.
Atès que la tècnica mèdica no evolucionà significativament durant les guerres napoleòniques, la Grande Armée només es pogué beneficiar dels avenços i millores en l'organització del cos mèdic, s'establí un sistema d'Ambulàncies flotants Arxivat 2008-05-14 a Wayback Machine., ideat pel Cirurgià General, el Baró Dominique Jean Larrey. Després d'observar la velocitat i les maniobres de l'Artilleria lleugera el General Larrey les adaptà pel ràpid transport dels ferits. Aquest predecessor de les ambulàncies militars modernes fou copiat i implantat per la resta d'exèrcits en les següents dècades. Així mateix, Larrey incrementà la mobilitat i augmentà l'organització dels hospital de campanya, creant un prototip dels hospitals quirúrgics mòbils moderns.
Donats els patiments que patien els ferits, Napoleó anotà que "Requereix més coratge patir que morir", d'aquesta manera es procurà que tots aquells que sobrevivien tinguessin el millor tractament possible en els millors hospitals Francesos mentre es recuperaven. Així mateix Els ferits eren, normalment, tractats com a herois, se'ls concedien medalles, pensions i se'ls proveïa de pròtesis si eren necessàries. Saber que si eres ferit series atès amb rapidesa, que rebries honors i series tractat com a heroi provocà, de retruc, un augment en la moral de la Grande Armée.

#### Comunicacions
Les Comunicacions, encara que descrites al final, no fou, certament, el menys important dels serveis. Molts dels missatges (despatxos) eren agrupats i enviats via missatgers a cavall. Els Husars, Donada la seva valentia i habilitat, foren sovint emprats en aquesta tasca. Els senyals tàctics de curta distància podien ser enviats visualment mitjançant la utilització de banderes o auditivament emprant tambors, trompetes o algun altre instrument.

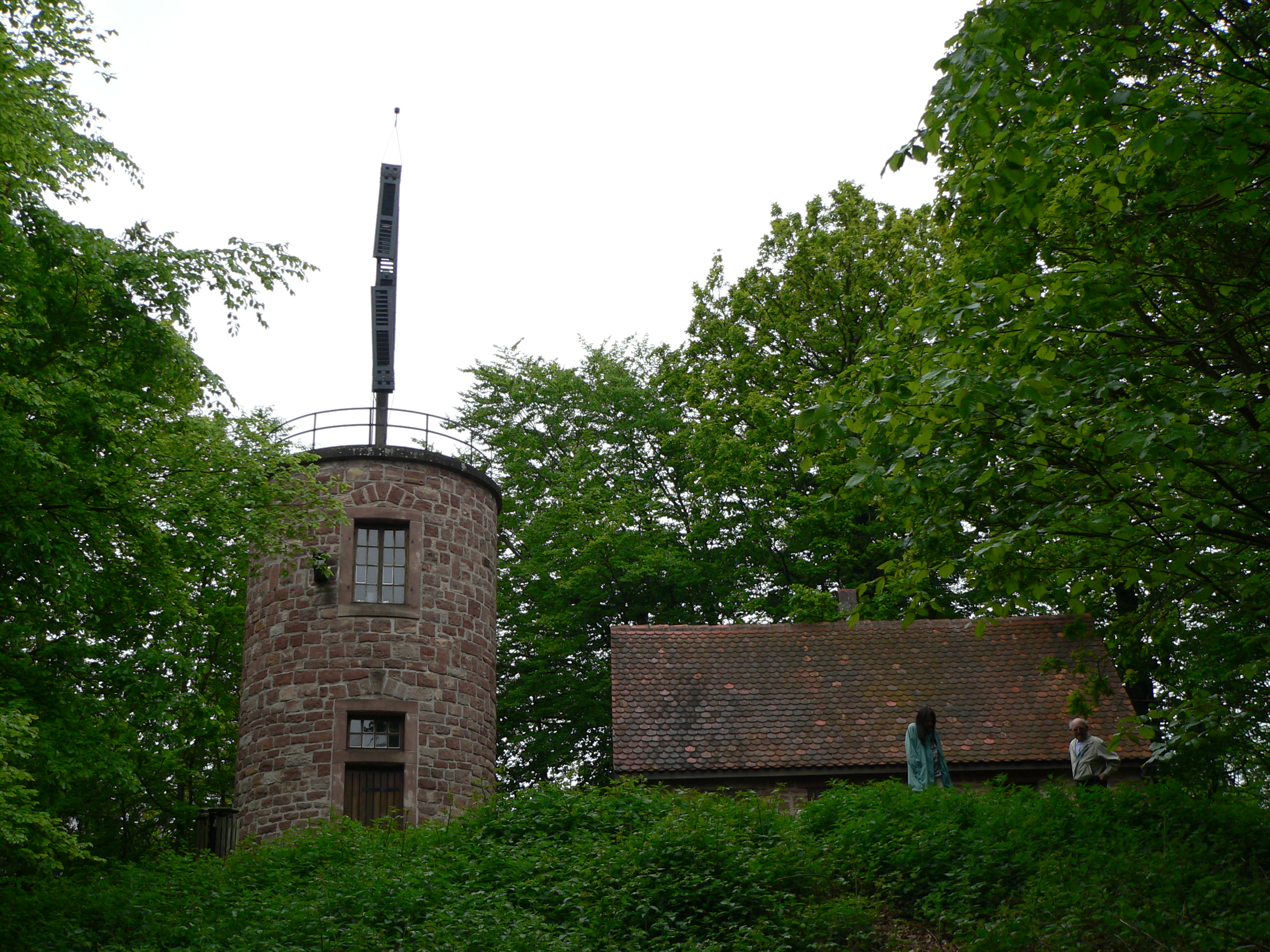
Chappe Semàfor prop de Saverne, França.

Les comunicacions a llarga distància no patiren grans avenços. tot i això l'exèrcit francès fou el primer a emprar coloms missatgers, i també fou el pioner en emprar globus d'observació per a missions de reconeixement i comunicacions. Amb tot el gran avenç vingué en la forma d'un enginyós Telègraf òptic inventat per Claude Chappe.
El sistema de Chappe estava format per una xarxa de petites torres, una a la vista d'un altre. Al sostre de les quals hi havia uns mastils de 9 metres d'alçada amb 3 llargues vares de fusta movibles. Aquestes vares, nomenades régulateur (regulador), eren operades per tropes entrenades emprant una sèrie de politges i nivells. Les 4 posicions bàsiques de les vares podien ser combinades, creant, 196 "senyals". En bones condicions de visibilitat i bons operadors un senyal podia ser tramès, mitjançant 15 estacions (torres), entre París i Lilla (uns 193 kilòmetres) en 9 minuts. Un missatge sencer de 36 senyals era enviat en uns 36 minuts. De Paris a Venecia, un missatge podia ser tramès en només 6 hores.
El telègraf de Chappe es convertí ràpidament en una de les favorites i més important arma secreta de Napoleó. una versió portàtil del semàfor telègraf viatja amb el seu quarter general. Amb la seva utilització era possible coordinar la logística i les forces des de llargues distàncies en menys temps que el que empraven els seus enemics.

## Formacions i tàctiques
Tot i que Napoleó és més reconegut com un mestre en estratègia i per la seva presència carismàtica en el camp de batalla, fou també un innovador tàctic. Combinava formacions i tàctiques clàssiques, amb d'altres de modernes com, per exemple, l'"ordre obliquo" de Frederic el Gran i les "tàctiques de massa" de les primeres Levée en masse (lleves en massa). Les formacions i tàctiques napoleòniques eren molt fluides i flexibles, en contrast a moltes de les formacions que empraven els seus enemics, que empraven, encara, el rígid sistema de "línia", en el qual gran quantitat d'infanteria era, simplement, alineada i intercanviava trets intentant escombrar l'enemic o sobrepassar-lo pels flancs. Donada la vulnerabilitat de la línia pels flancs, es considerava que la millor maniobra era superar-los. Els exèrcits solien rendir-se o retirar-se si s'acomplia aquest objectiu. Conseqüentment, els comandants que empraven aquest sistema, posaven gran èmfasi en la seguretat dels flancs, sovint a expenses d'un fort centre o de la reserva. Napoleó emprà, sovint, aquesta mentalitat "lineal" per a prendre avantatge, Simulant atacs als flancs o oferint els seus flancs com a esquer (com a la batalla d'Austerlitz o la de Lützen), Llavors Napoleó atacava fortament el centre enemic, superava les seves línies i girava sobre els flancs. Sempre mantenia una forta reserva, principalment en forma de la Guàrdia Imperial Guard, a la qual podia enviar en una "escombrada final" si la batalla era favorable o fer canviar el signe de la batalla si no ho era.
Breu descripció d'algunes de les més famoses, i emprades, tàctiques i formacions:
- Línia (Ligne): La formació bàsica de 3 rengles en línia, pràctica per obtenir gran potència de foc era també una formació decent per a la infanteria i la cavalleria, amb tot era lenta de moviment i vulnerable en els flancs.
- Columna de Marxa (Colonne de Marche): La millor formació per a aconseguir un moviment de tropes ràpid o sostingut i una bona formació d'atac en massa, tot i que ofereix poca potència de foc i és vulnerable a atacs pels flancs, emboscades i a l'artilleria".
- Càrrega (Colonne de Charge): Una formació per a cavalleria en forma de creu o cap de llança, dissenyada per a caure ràpidament i trencar la línia enemiga. Clàssica i efectiva, aquesta formació "muntada" ha estat emprada en totes les èpoques, i avui en dia encara és utilitzada pels tancs. Però si la punta és aturada, o l'atac perd el ritme, es converteix en vulnerable a un atac en forma de pinça pels flancs.
- Columna d'atac (Colonne d'Attaque): Una gran columna d'infanteria, un híbrid entre la línia i la columna, Amb infanteria lleugera al front per tal de distreure l'enemic i fer de pantalla a l'avanç de la columna. un cop la columna és a prop de la posició el front es mouen cap als flancs, moment en què la columna obre foc sobre l'enemic i carrega amb les seves baionetes. Una excel·lent formació contra la estandar, i fina, formació de línia. Entre els desavantatges hi ha una pobre potència de foc i la vulnerabilitat a l'artilleria.
- Ordre mixt (Ordre Mixte): La formació d'infanteria preferida per Napoleó. Algunes unitats (normalment regiments o batallons) se situaven en formació de línia, amb altres unitats en columna d'atac darrere i entre elles. D'aquesta manera es combinava el poder de foc de la línia amb la velocitat, la massificació i força de la columna d'atac. Al mateix temps té els desavantatges de les dues formacions, per tant el suport de l'artilleria i la cavalleria eren vitals perquè la tàctica tingués èxit.
- Ordre Obert (Ordre Ouvert): a peu o a cavalls es podia desplegar per a una unitat o individualment. aquesta formació era ideal per a les tropes lleugeres. Permetia el moviment ràpid, especialment en terrenys escabrosos com turons o boscos, i permet la millor protecció contra el foc enemic un cop les tropes han estat desplegades. La desavantatge és que no permet el foc en massa i que no és aplicable per a un xoc de masses i per les lluites prop dels quarters, deixant especialment vulnerable a la cavalleria.
- Esquadra (Carré): Formació d'infanteria clàssica per a la defensa contra la cavalleria. Els soldats formen un quadrat buit al centre amb almenys 3 o 4 línies de fundaria en cada costat, amb els oficials l'artilleria o la cavalleria a l'interior.Ofereix la millor protecció contra les carregues. Les esquadres són lentes de moviment, gairebé estàtiques, fet que les fa molt vulnerables al foc d'artilleria o el foc d'infanteria. Un cop es trenca l'esquadra tendeix a col·lapsar-se completament.
- Bateria volant (Batterie Volante): Dissenyada per a treure partit de la mobilitat i l'entrenament de l'artilleria francesa. la bateria es movia d'una posició a un altre ràpidament, obrint foc i tornant-se a moure,... L'efecte combinat i acumulatiu de nombroses bateries fent el mateix pot ser devastador per l'enemic. Malgrat tot presenta problemes de coordinació i de control.
- Gran Bateria (Grande Batterie): L'artilleria disparava en massa com una sola bateria en un punt crucial de la batalla (normalment al centre de l'enemic).Podia ser devastador si s'agafava l'enemic per sorpresa. Però un cop esvaïda la sorpresa es podien prendre mesures per evitar-la. I la bateria es tronava vulnerable al foc de l'artilleria enemiga i necessitava protecció davant d'un atac de cavalleria. Amb tot, va esdevenir la tàctica de l'artilleria francesa més coneguda. Napoleó preferia les bateries volants i emprava aquesta quan creia que li oferia més possibilitats d'èxit. Sovint a l'inici de la batalla, col·locava les bateries en massa, creant la Gran Bateria, que després d'unes quantes salves trencaven la formació i es reconvertien en bateries flotants. En les primeres campanyes l'utilitzà pocs cops, però a mesura que declinava la qualitat dels cavall i els artillers, Napoleó es veié forçat a emprar-la més sovint.
- Cap de Senglar (Tête du Sanglier): Era una altra formació hibrida, semblant a l'ordre mixta però combinant els tres braços de l'exèrcit en una falca quadrada, que podia ser emprada tant en defensa com en atac. la infanteria formava una curta, però densa, línia amb molts rengles de fundaria, que forma el morro del senglar (boutoir). Darrere seu hi havia 2 grups de bateries d'artilleria, els "ulls". En els flancs i rere seu, i de forma obliqua, es disposa més infanteria en columna, línia o esquadra, formant la "cara". Protegint els flancs i el darrere es disposaven 2 grups de cavalleria, que formen els "ullals" del senglar. És una formació de gran complexitat i no es podia formar tan ràpidament com les altres, la seva mobilitat era reduïda, exceptuant els ullals; més ràpida i menys vulnerable al foc d'infanteria i d'artilleria que l'esquadra. Els "ullals" li atorgaven millors capacitats ofensives. Fou emprada en les conquestes franceses a Africa durant les dècades de 1830 i 1840, i se segui emprant fins a la dècada de 1920.

## Història

### 1804–1806

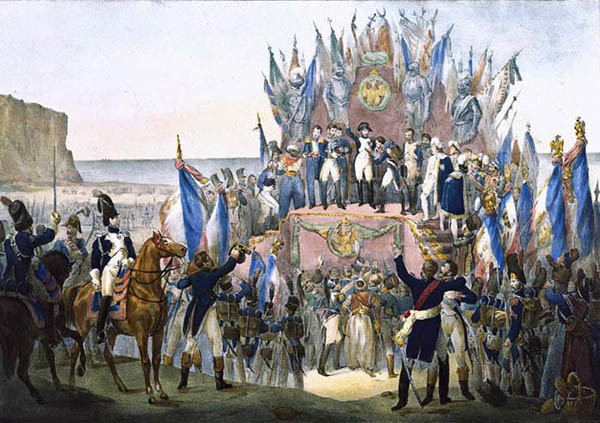
Napoleó entregant la Légion d'honneur a Boulogne, agost 1804

La Grande Armée fou formada originalment com L'Armée des côtes de l'Océan (exèrcit de les costes oceàniques) creada per envair Anglaterra, al port de Boulogne-sur-Mer el 1803. Després de la coronació de Napoleó com a Emperador de França el 1804, es formà la Tercera coalició contra ell. La Grande Armée es dirigí cap a l'est el 1805. Deixaren la zona de la Boulogne a finals d'agost, després d'una ràpida marxa deixaren a l'exèrcit austríac, comandat pel General Karl Mack aïllat a la fortalesa d'Ulm. La Campanya d'Ulm acabà amb 60.000 Austríacs captius i només 2.000 soldats francesos morts. El novembre es prengué Viena, malgrat la caiguda de la capital Àustria no capitula, mantenint un exèrcit en el camp i amb els aliats Russos preparats per entrar en combat. La guerra es podria haver allargat molt de temps. A finals de 1805 s'esdevingueren alguns fets decisius, la Victòria el 2 de desembre a la batalla d'Austerlitz, on una Armée numèricament inferior derrotà l'exèrcit rus-Austríac dirigits pel Tsar Alexandre I de Rússia. La signatura del Tractat de Pressburg del 26 de desembre,en el qual se signa la pau entre Àustria i França, i la dissolució del Sacre Imperi Romanogermànic del 1806.
L'increment de poder de la França napoleònica destorbà Prússia, que havia restat neutral fins al moment. Després de molts moviments diplomàtics, Prússia promet ajuda militar a Rússia i la Quarta Coalició contra França s'inicia el 1806. La Grande Armée avança dins del territori Prussià emprant el sistema del bataillon-carré; per aquest sistema els batallons marxaven en curtes distàncies entre ells i podien fer funcions d'avantguarda, rereguarda o forces de flancs segons ho requerís la situació, i derrotaren els exèrcits prussians a la batalla de Jena i la batalla de Auerstadt, les dues lliurades el 14 d'octubre de 1806. Després d'una persecució llegendària, els francesos capturaren al voltant d'uns 140.,000 Prussians i en mataren i feriren uns 25.000. Els tres cossos deDavout, guanyadors a Auerstadt, reberen l'honor de marxar primers dins Berlín. Una vegada més, els francesos derrotaren l'enemic abans que els aliats poguessin arribar, i una vegada més, aquest fet no portà la pau.

### 1807–1809
Napoleó girà les seves atencions cap a Polònia, on els exèrcits prussians s'estaven unint amb els seus aliats russos. Es produí una dificultosa campanya d'hivern, que no donà cap guany important a cap dels dos bàndols, a la batalla de Eylau lliurada el 7-8 de febrer de 1807, on russos i francesos patiren moltes baixes per a aconseguir un petit guany. La campanya es resolgué a la primavera i aquest cop els exèrcits russos, sota les ordres del comte von Bennigsen, foren derrotats a la batalla de Friedland el 14 de juny de 1807. Aquesta victorià produí el Tractat de Tilsit entre França i Rússia, deixant Napoleó sense enemics en el continent.
Quan Portugal refusà de participar en el Bloqueig Continental, els francesos dirigiren una expedició de càstig a finals de 1807. Aquesta campanya posà les bases de la nomenada Guerra del Francès, que durà sis anys i drenà al Primer Imperi de recursos i homes. Els francesos intentaren ocupar Espanya el 1808, però una sèrie de desastres, encapçalats per la batalla de Bailén, obligaren Napoleó a intervenir personalment cap a finals d'any. Amb una força de 125.000 homes la Grande Armée marxà inexorablement en direcció a Madrid, capturant la fortalesa de Burgos, i netejant el camí a la batalla de Somosierra, forçant l'exèrcit espanyol a retirar-se. Llavors l'Armée es dirigí contra l'exèrcit britànic comandat per Moore, i l'expulsà de la península Ibèrica després de la batalla de La Corunya el 16 de gener de 1809. La campanya fou un èxit, però hauria de passar un temps abans que els francesos fossin capaços d'ocupar el sud d'Espanya.
Mentrestant, un revifada Àustria es preparava per atacar. Els Falcons de la guerra de la cort del rei Francesc I el convenceren de prendre avantatge de la situació d'Espanya. L'abril de 1809, els austríacs iniciaren la campanya sense una declaració formal de guerra i agafaren als francesos per sorpresa. els austríacs foren massa lents en treure partit de la situació i l'arribada de Napoleó, des de París, estabilitzà la situació. Els francesos guanyaren la batalla de Eckmühl, obligant als austríacs a creuar el Danubi i perderen la fortalesa de Ratisbon. Les austríacs seguien mantenint una força de combat cohesionada, fet que feu necessària una campanya per tal de tancar el "tema". Els francesos capturaren Viena i porvaren de creuar el Danubi a través de l'illa Lobau, fet que desembocà en la batalla de Aspern-Essling, la primera derrota de La Grande Armée. El segon intent de travessar el riu, al juliol, desembocà en la batalla de Wagram, que guanyà l'Armée, infringint al voltant de 40.000 baixes. La desfeta desmoralitzà als austríacs, els quals acceptaren un armistici poc després, l'octubre de 1809 se signà la Pau de Schönbrunn. La Grande Armée havia acabat amb la Cinquena Coalició. 'L'imperi Austríac perdré 3 milions de ciutadans, a causa de la nova disposició de les fronteres.

### 1810–1812: la Campanya de Rússia
Amb l'excepció d'Espanya, foren tres anys de treva fins que les tensions amb Rússia finalitzaren en guerra el 1812. Napoleó reuní llavors l'exèrcit més gran que comandà mai, amb més de 600.000 homes.
La nova Grande Armée era diferent de les anteriors perquè al voltant de la meitat dels soldats eren no francesos vinguts d'estats satèl·lits i aliats de França, sobretot prussians i austríacs.
La campanya s'inicià el 23 de juny de 1812 quan la Grande Armée creuà el riu Niemen, sense declaració prèvia de guerra a Rússia. Napoleó esperava que una marxa ràpida situaria els seus homes entre els dos principals exèrcits russos, comandats per Barclay de Tolly i Piotr Bagration. Però els russos evadiren els moviments en pinça de Napoleó pel cap baix en tres ocasions.
El 7 de setembre de 1812 es lliurà la gran Batalla de Borodinó. L'Armée aconseguí una pírrica victòria en una batalla tant sagnant com inútil. Comptant amb la immensitat del país, els russos optaren per la política de "terra cremada", tot deixant avançar els francesos, però destruint les collites i devastant el territori abans que l'ocupessin.
Set dies més tard, els francesos entraren a Moscou, trobant-se una ciutat buida i cremada. Els soldats hagueren de lluitar contra els incendis mentre lluitaven contra els incendiaris i custodiaven els districtes històrics de Moscou. Napoleó restà un mes a Moscou, esperant que el Tsar respongués als emissaris de pau francesos. Però els russos no tenien intenció de defallir i els francesos, fustigats constantment pels russos i per l'hivern que començava, abandonaren Moscou el 19 d'octubre.
L'èpica retirada durant l'hivern rus de l'exèrcit francès esdevingué un paradigma en el record dels pobles europeus des de llavors, tot i que més de la meitat de l'exèrcit francès s'havia perdut durant l'estiu d'aquell any 1812. Durant la retirada, els francesos foren castigats repetidament pels exèrcits russos i el mariscal Ney hagué de conduir una part de la rereguarda francesa entre les seves tropes i els russos en mig de grans penalitats.
Quan a la fi creuaren el riu Berézina, a Napoleó només li restaven al voltant de 49.000 soldats i 40.000 elements dispersos d'escàs valor militar. El resultat de la batalla del Berézina i el monumental treball fet pels enginyers de Jean Baptiste Eble salvaren els remanents de la Grande Armée. Dels 690.000 homes que componien inicialment la Grande Armée només en sobrevisqueren 93.000.

### 1813–1815
La catàstrofe a Rússia envalentí els sentiment anti-francesos a Alemanya i Àustria. La Sisena Coalició fou formada i Alemanya esdevingué la peça central de la campanya posterior. Napoleó armà nous exèrcits i inicià la campanya amb un seguit de victòries a la batalla de Lützen i a la de Bautzen. Però, a causa de la baixa qualitat de la cavalleria francesa, juntament amb l'error de càlcul d'alguns Mariscals, aquests triomfs no foren decisius, i només asseguraren un armistici. Napoleó procurà emprar aquesta aturada per incrementar la quantitat i la qualitat de l'Armée. Àustria s'uní als aliats. La guerra es reobrí el mes d'agost amb una significant victòria francesa a la batalla de Dresden. Amb tot, l'adopció del Pla Trachenburg per part dels aliats, El qual indicava que s'havia d'evitar l'enfrontament directe amb Napoleó i dirigir el pes de la guerra cap als seus subordinats, donà els efectes desitjats. Els francesos foren derrotats a Katzbach, Kulm, Grossbeeren i Dennewitz. El creixen nombre d'aliats vorejaren als francesos a Leipzig, on es lliura la fomsa batalla de tres dies coneguda com la batalla de les Nacions Deixant una severa pèrdua per a Napoleó quan es destruí un pont prematurament, abandonant 30.000 soldats a l'altra riba del riu Elster. Amb tot, la campanya no acabà amb la victorià aliada atès que els francesos destruïren un aïllat exèrcit bavarès que intentava tallar la retirada d'Hanau.
El Gran Imperi s'ha acabat, ara hem de defensar França foren les paraules de Napoleó al Senat a finals de 1813. L'Emperador alça nous exèrcits, però es trobava en una situació sense esperança. Les tropes aliades envaïen França des dels Pirineus, travessant les planes del nord d'Itàlia i per la frontera est de França. La campanya s'inicià fatídicament quan Napoleó fou derrotat en la batalla de La Rothiere, però ràpidament va bufar vent contrari. En la Campanya dels Sis Dies, el febrer de 1814, els 30.000 soldats francesos causaren 20.000 baixes a les tropes del comandades per Blucher, patín només 2.000 baixes. Llavors l'exèrcit es dirigí cap al sud i derrotà les tropes de Schwarzenberg a la batalla de Montereau. Malgrat aquestes victòries, la situació continuava essent dolenta, els francesos perderen les batalles de Laon i Arcis-sur-Aube. A finals de març, la batalla de París cau de costa dels aliats. Napoleó vol seguir lluitant, però els seus Mariscals no ho volen, forçant l'Emperador dels Francesos a abdicar el 6 d'abril de 1814.
Després del retorn des d'Elba el febrer de 1815, Napoleó procurà fer un nou impuls per assegurar el seu imperi. Per primera vegada des de 1812, l'Armée du Nord, que comandarà la nova campanya, era professional i competent. Napoleó pretenia agafar i derrotar els aliats, sota les ordres de Wellington i Blucher a Bèlgica abans que hi arribessin els exèrcits russos i austríacs. La campanya, iniciada el 15 de juny de 1815, fou inicialment reeixida, guanyà els prussians a la batalla de Ligny el 16 de juny; amb tot, el poc nivell dels comandament i subalterns de l'exèrcit portaren molts problemes al llarg de la campanya. L'avanç tardà de Grouchy sobre el prussians va permetre a Blucher de reunir les seves tropes després de Ligny i marxar a socórrer a Wellington a la batalla de Waterloo, que resultà decisiva en la derrota de Napoleó i el seu exèrcit.